# 4. Juni
Der 4. Juni ist der 155. Tag des gregorianischen Kalenders (der 156. in Schaltjahren), somit verbleiben noch 210 Tage bis zum Jahresende.

## Ereignisse

### Politik und Weltgeschehen
- 0774: Die neun Monate andauernde Belagerung von Pavia durch die Franken unter Karl dem Großen endet mit der Kapitulation der Stadt.
- 1039: Durch den Tod seines Vaters Konrad II. wird Heinrich III. römisch-deutscher König.
- 1094: Bei der Belagerung der Stadt Huesca, zu diesem Zeitpunkt Teil von al-Andalus, kommt Aragoniens König Sancho I. zu Tode. Sein Sohn Peter I. wird neuer Herrscher.
- 1365: Der deutsche Kaiser Karl IV. wird zum König von Burgund (Arelat) gekrönt.

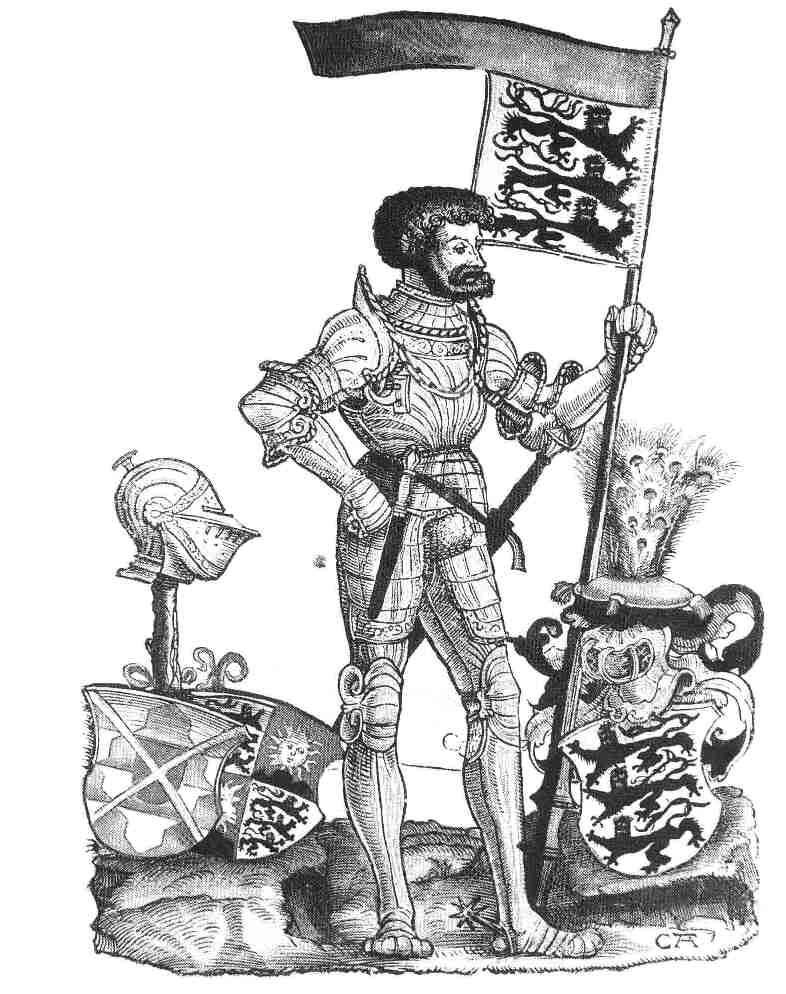
1525: Georg von Waldburg-Zeil

- 1525: Im Bauernkrieg zerschlagen die Landsknechte des Truchsesses von Waldburg den „Hellen Lichten Haufen“ der fränkischen Bauern in der Schlacht bei Sulzdorf. Florian Geyers straff organisierter Schwarzer Haufen kann sich der Vernichtung entziehen.

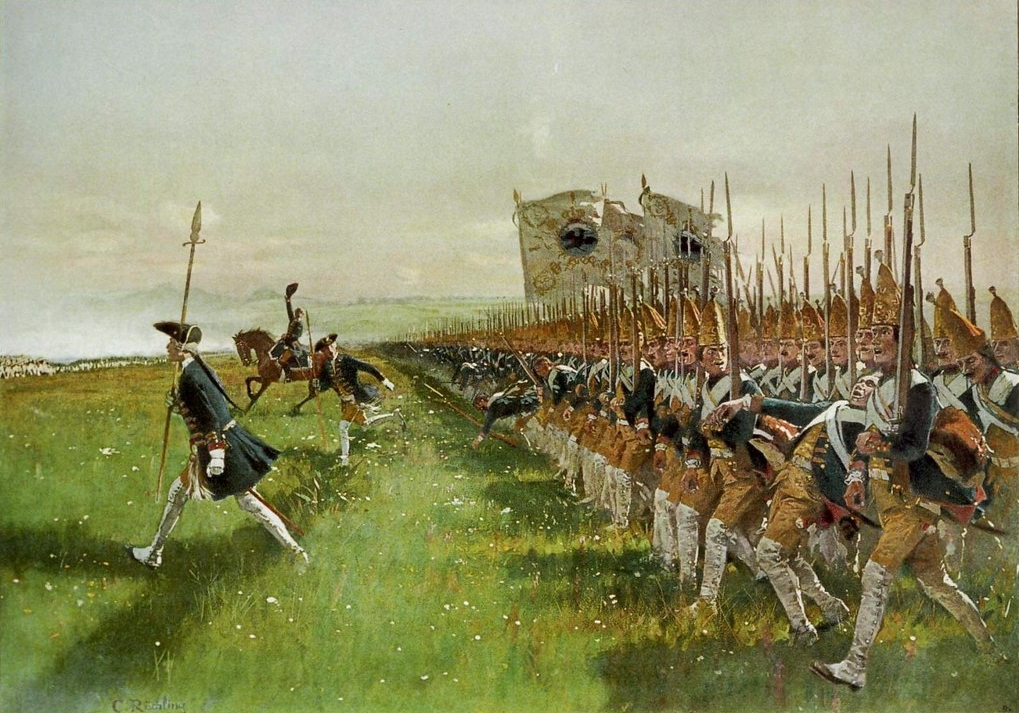
1745: Schlacht bei Hohenfriedeberg

- 1745: Zweiter Schlesischer Krieg: In der Schlacht bei Hohenfriedeberg besiegt Friedrich der Große die verbündeten Heere von Österreich und Sachsen.
- 1794: Abbé Henri Grégoire präsentiert während der Revolution dem französischen Nationalkonvent einen Bericht, in dem er die Unterdrückung der „Dialekte“ und die ausschließliche Verwendung des Französischen verlangt. Die damit einhergehenden Maßnahmen leiten eine langfristige Politik ein, die zum Niedergang der Regional- und Minderheitensprachen wie des Okzitanischen führt.
- 1796: In der Schlacht bei Altenkirchen sind im Ersten Koalitionskrieg die Franzosen unter Nicolas Jean-de-Dieu Soult siegreich gegenüber österreichischen Truppen, die Erzherzog Karl befehligt.
- 1797: In Venedig wird nach dem Einzug französischer Revolutionstruppen das Libro d’Oro verbrannt. Das Goldene Buch behielt über Jahrhunderte hinweg die Teilnahme am Großen Rat der Stadt den eingetragenen adligen Patriziergeschlechtern vor.
- 1799: Im Zweiten Koalitionskrieg besiegen österreichische Truppen unter dem Kommando von Erzherzog Karl in der Ersten Schlacht von Zürich die von André Masséna befehligte französische Armee in der Schweiz.

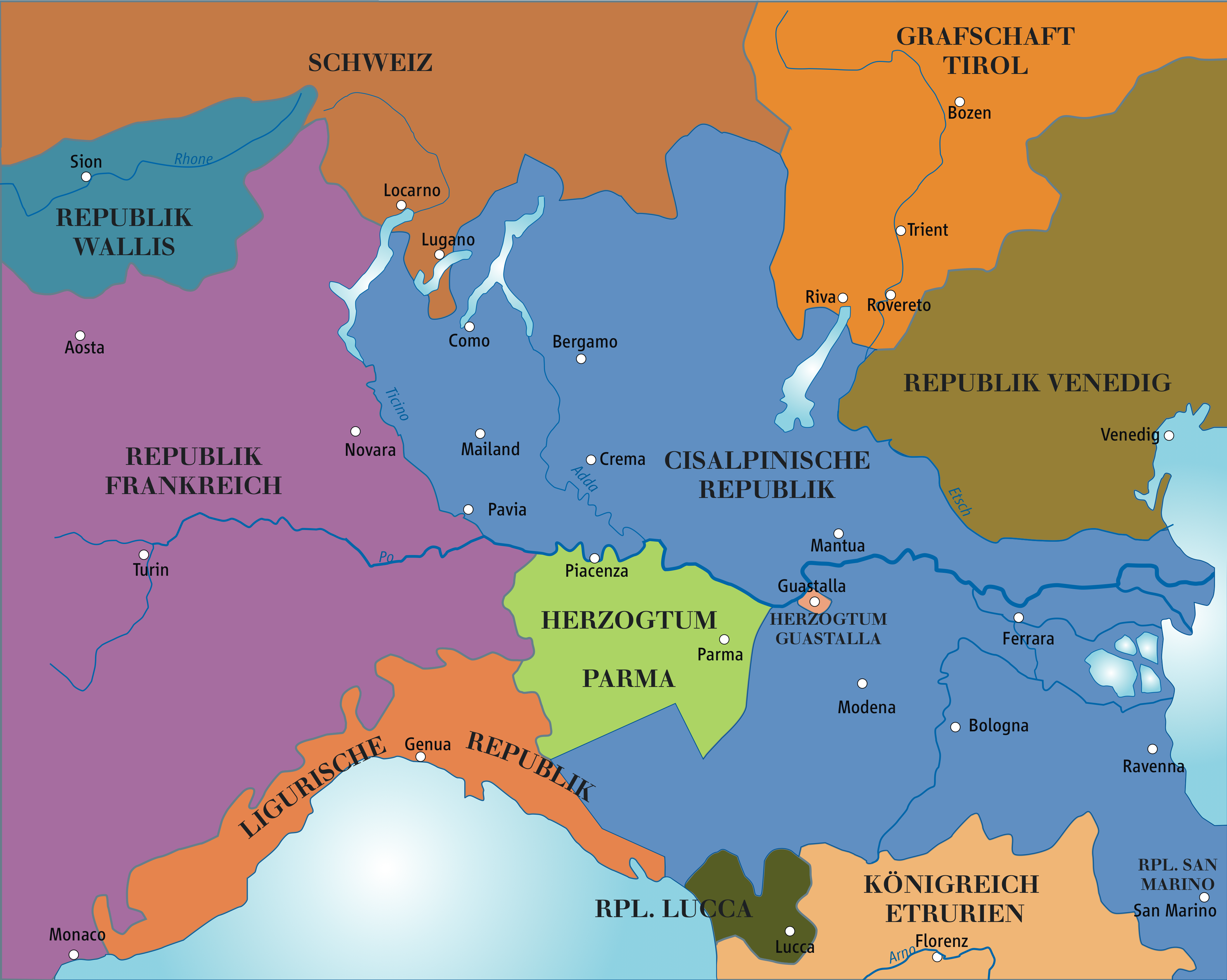
1805: Ligurien und Parma vor der Eingliederung

- 1805: Die Ligurische Republik mit ihrer Hauptstadt Genua wird ebenso wie das angrenzende norditalienische Herzogtum Parma in das französische Kaiserreich eingegliedert.
- 1812: Um eine Verwechslung mit dem am 30. April in die Union aufgenommenen Staat Louisiana zu vermeiden, wird das bisherige Louisiana-Territorium in Missouri-Territorium umbenannt.
- 1813: Im Rahmen der Befreiungskriege schließen Russland und Preußen mit Napoleon I. den Waffenstillstand von Pläswitz.
- 1813: In Unkenntnis der Waffenstillstandsverhandlungen liefern sich Preußen und Franzosen eine blutige Schlacht um den Ort Luckau.
- 1814: Mit der Verkündung der Charte constitutionnelle  wird die Restauration der Monarchie in Frankreich vollendet. Neuer französischer König wird Ludwig XVIII.
- 1831: Der Nationalkongress von Belgien wählt den in England lebenden deutschen Prinzen Leopold von Sachsen-Coburg und Gotha zum ersten König der Belgier.

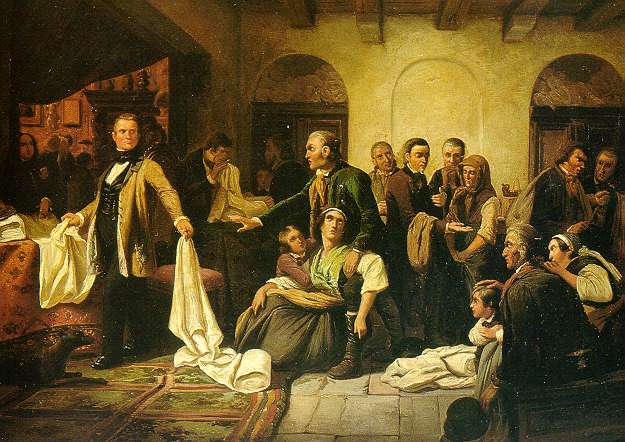
1844: Weber

- 1844: Im schlesischen Eulengebirge kommt es zu einem Weberaufstand, der das politische Geschehen im Vormärz nachhaltig prägen wird.
- 1849: Im Schleswig-Holsteinischen Krieg liefern sich deutsche und dänische Schiffe das Seegefecht bei Helgoland, das einzige der deutschen Reichsflotte.
- 1859: In der Schlacht bei Magenta unterliegt das Kaisertum Österreich dem Königreich Sardinien-Piemont und dessen Verbündeten Frankreich.
- 1878: Das Osmanische Reich tritt in einem zunächst geheimen Vertrag die Insel Zypern an Großbritannien ab, doch behält sich der Sultan Souveränitätsrechte vor. Die Briten versprechen, ihn im Gegenzug gegen die russische Expansion zu unterstützen.
- 1916: An der Ostfront beginnt die russische Brussilow-Offensive mit großen Anfangserfolgen.

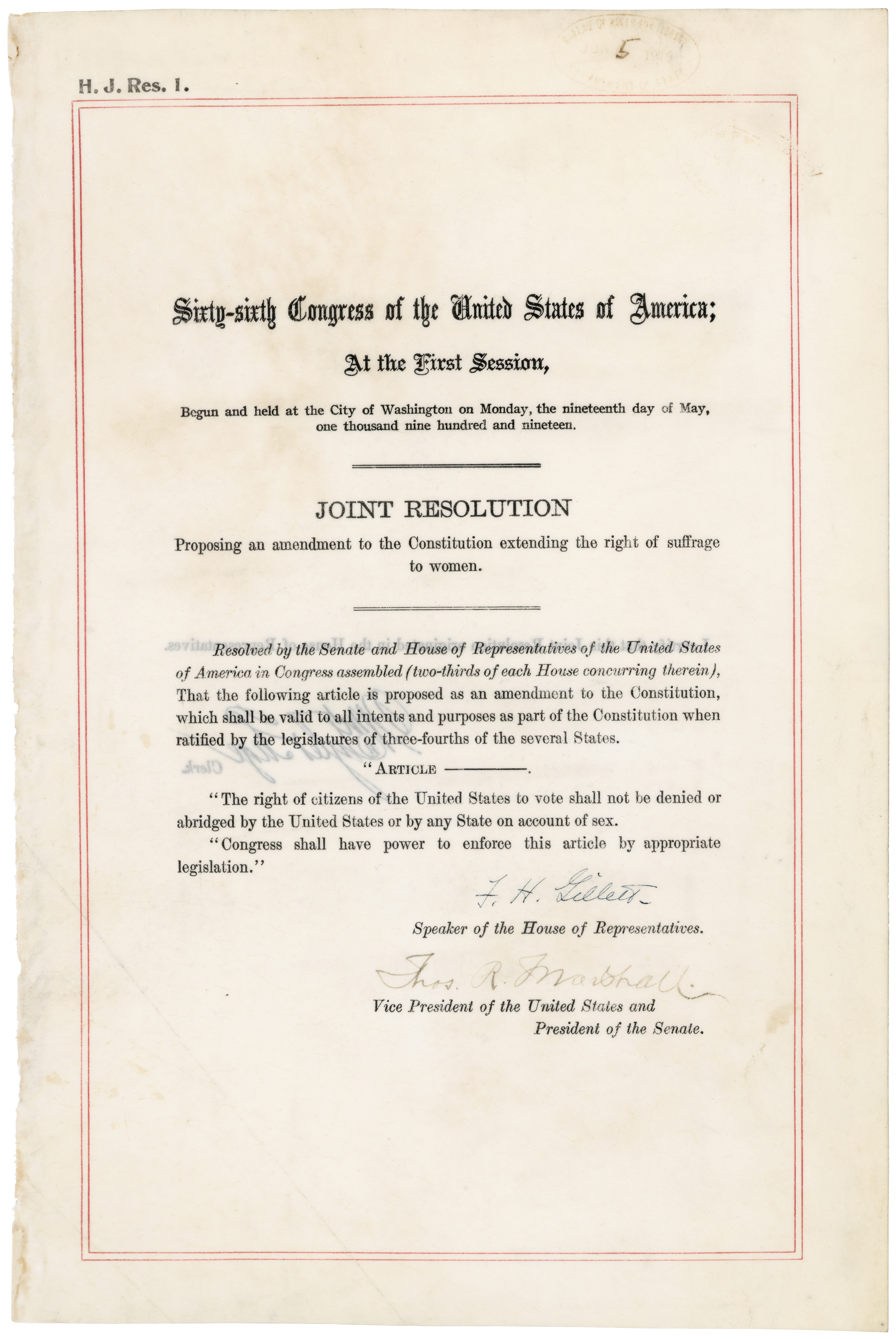
1919: Der 19. Verfassungszusatz

- 1919: Der US-Senat verabschiedet den 19. Zusatzartikel zur Verfassung der Vereinigten Staaten. Mit seinem Inkrafttreten am 18. August 1920 erhalten Frauen das Wahlrecht in den Vereinigten Staaten.
- 1920: Mit dem Vertrag von Trianon zwischen den Alliierten und Ungarn wird der vierte der Pariser Vorortverträge zur Beendigung des Ersten Weltkriegs unterzeichnet.
- 1940: Das Zerstörer-Kriegsabzeichen wird für die deutsche Kriegsmarine gestiftet.
- 1940: Zeitgleich mit dem Abschluss der Operation Dynamo hält Premierminister Winston Churchill vor dem britischen Unterhaus und danach im Rundfunk eine Rede unter dem Leitsatz We Shall Fight on the Beaches. Darin stärkt er den Verteidigungswillen seines Volkes gegenüber dem nationalsozialistischen Deutschland.
- 1940: Alliierte Bomber führen den ersten der Luftangriffe auf Frankfurt am Main durch, dessen Schäden sich noch in Grenzen halten.

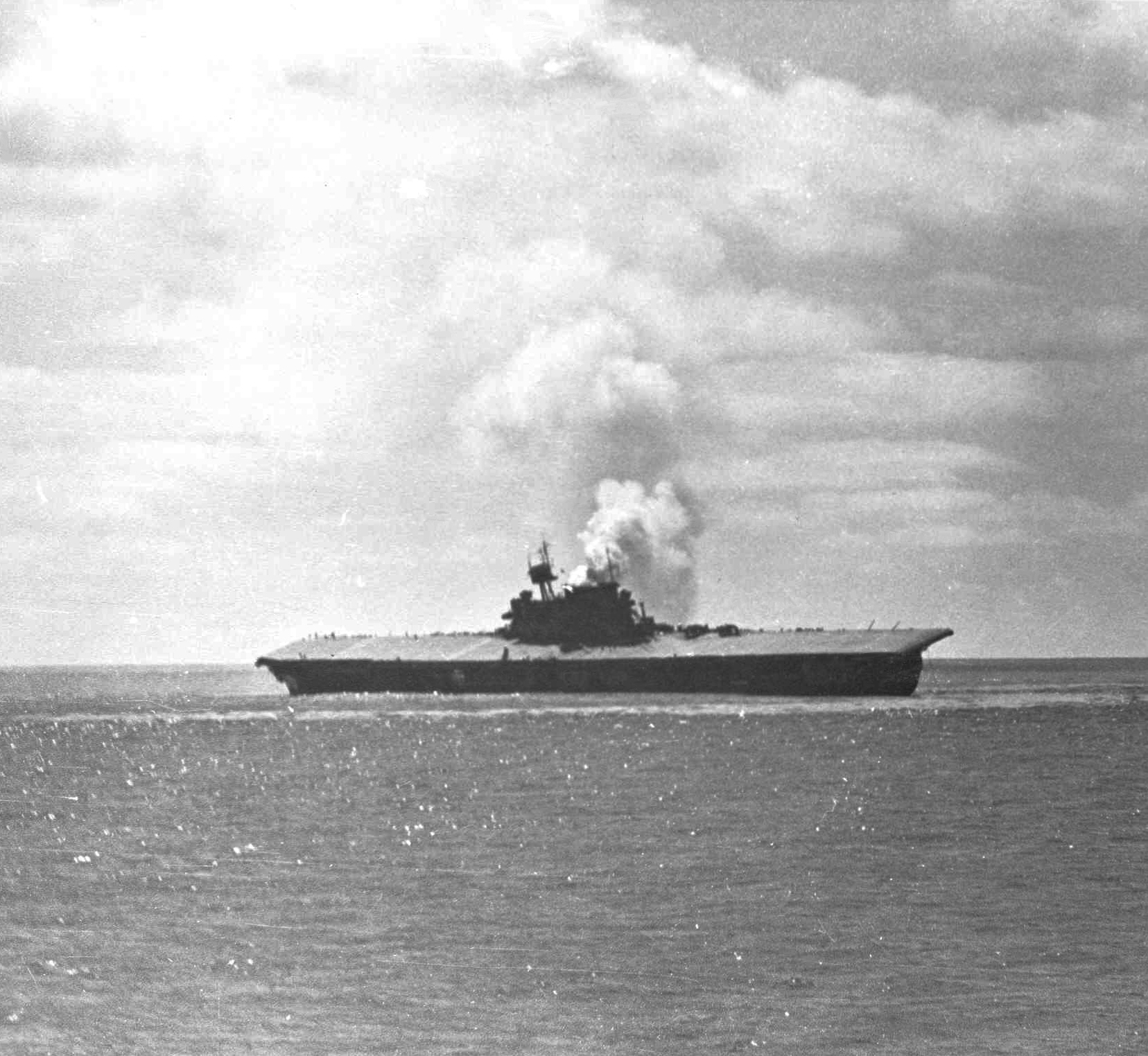
1942: Schlacht um Midway

- 1942: Die Schlacht um Midway zwischen der United States Navy und der Kaiserlich Japanischen Marine beginnt. Die Schlacht dauert bis zum 7. Juni und gilt als Wendepunkt zugunsten der Alliierten im Pazifikkrieg.
- 1944: Rom wird von der faschistischen Herrschaft befreit: Die 1. US-Panzerdivision zieht in die Stadt ein, nachdem Generalfeldmarschall Albert Kesselring, der deutsche Oberbefehlshaber in Italien, den widerstandslosen Abzug der deutschen Wehrmachtseinheiten angeordnet hat.
- 1946: Oberst Juan Perón wird Staatspräsident in Argentinien.

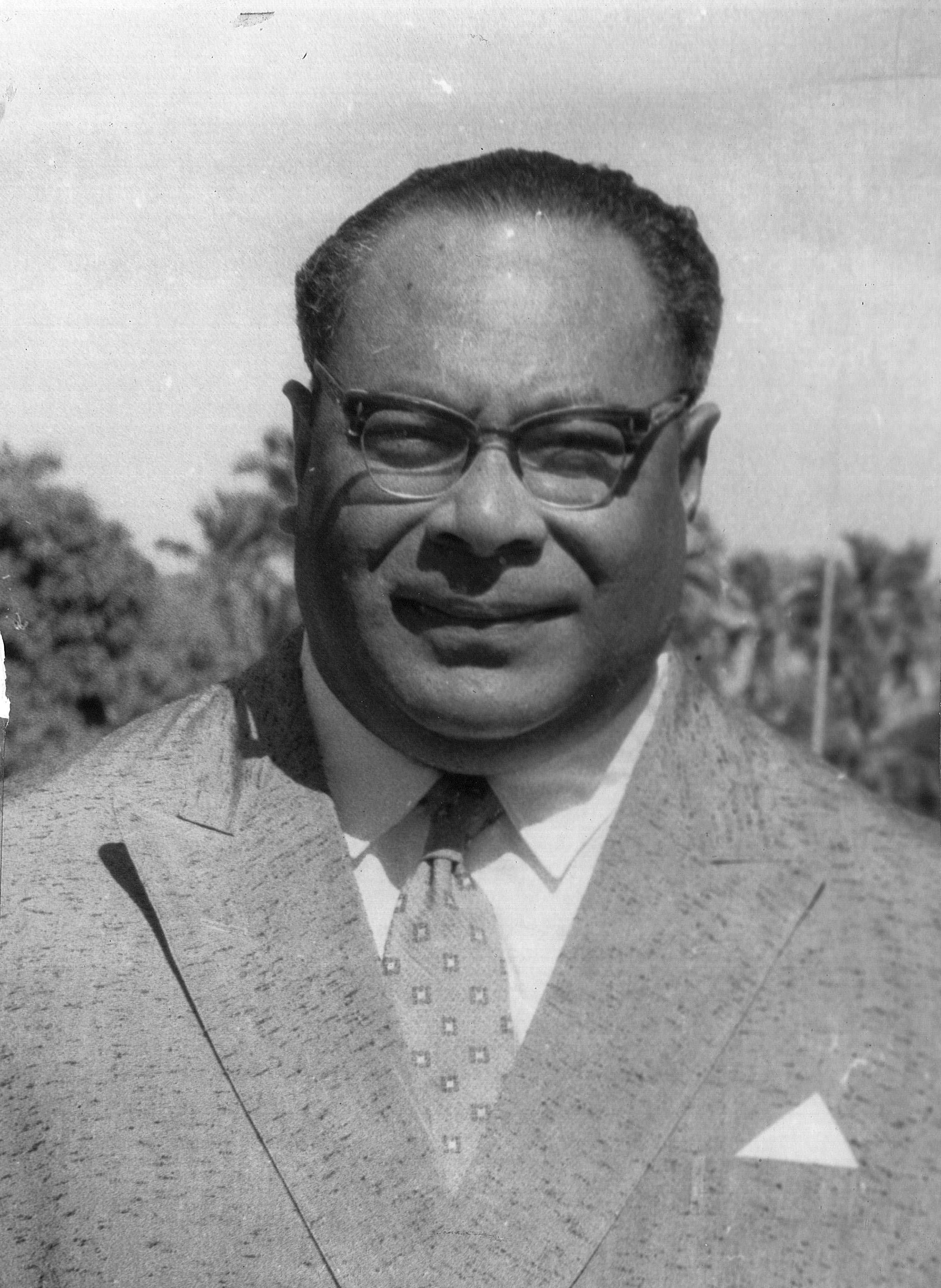
1970: Taufaʻahau Tupou

- 1970: König Taufaʻahau Tupou IV. proklamiert die vollständige Unabhängigkeit des pazifischen Inselstaates Tonga, der bis dahin seit 1900 britisches Protektorat war.
- 1980: Polizei und BGS räumen die „Republik Freies Wendland“, ein von Atomkraftgegnern errichtetes Dorf im niedersächsischen Landkreis Lüchow-Dannenberg.
- 1989: Als Ergebnis der Runden-Tisch-Gespräche finden die ersten freien Wahlen in Polens Nachkriegsgeschichte statt.
- 1989: Tian’anmen-Massaker: Die chinesische Führung beendet gewaltsam wochenlange Massendemonstrationen der Demokratiebewegung auf Pekings Platz am Tor des Himmlischen Friedens. Dabei werden tausende Demonstranten getötet.
- 1989: Im Iran rückt nach dem Tod von Ajatollah Chomeini Ajatollah Chāmene'ī an seine Stelle.
- 2001: Prinz Gyanendra Bir Bikram wird König von Nepal.
- 2025: Lee Jae-myung wird zum Präsident der Republik Korea ernannt und nimmt seine Arbeit auf.

### Wirtschaft
- 1860: Der Basler Centralbahnhof, gemeinsamer Bahnhof der Centralbahn und der Französischen Ost-Bahn, wird in Betrieb genommen.
- 1888: Der König der Belgier, Leopold II., eröffnet das erste der hydraulischen Schiffshebewerke des belgischen Canal du Centre. Der Weiterbau der Wasserstraße verzögert sich in der Folge aus Kostengründen.
- 1894: In Deutschland tritt das Abzahlungsgesetz in Kraft. Es ermöglicht Käufern den Erwerb von höherwertigen Gütern, deren Kaufsumme sie in Raten begleichen können.

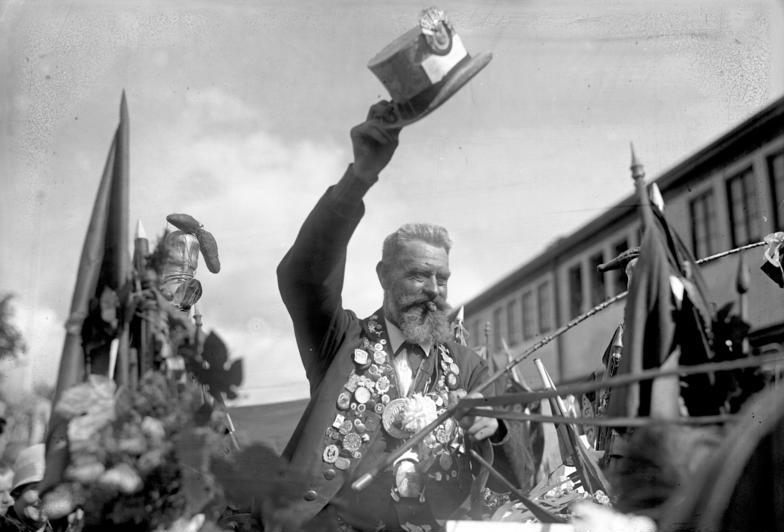
1928: Gustav Hartmann

- 1928: Gustav Hartmann, der Eiserne Gustav, erreicht mit seiner Pferdekutsche Paris. Er protestiert mit der Fahrt gegen den Niedergang der Droschken durch Autos.
- 1962: Im Hamburger Stadtteil Hammerbrook wird die neuerbaute Großmarkthalle in Betrieb genommen.
- 1981: Der Bau des Airbus A320, eines der erfolgreichsten zivilen Flugzeuge in den Jahrzehnten um den Jahrtausendwechsel, wird inoffiziell beschlossen.
- 1999: Die US-amerikanische Investmentbank Bankers Trust wird von der Deutschen Bank übernommen. Es entsteht, gemessen an der gemeinsamen Bilanzsumme, die bis dahin weltweit größte Bank.

### Wissenschaft und Technik

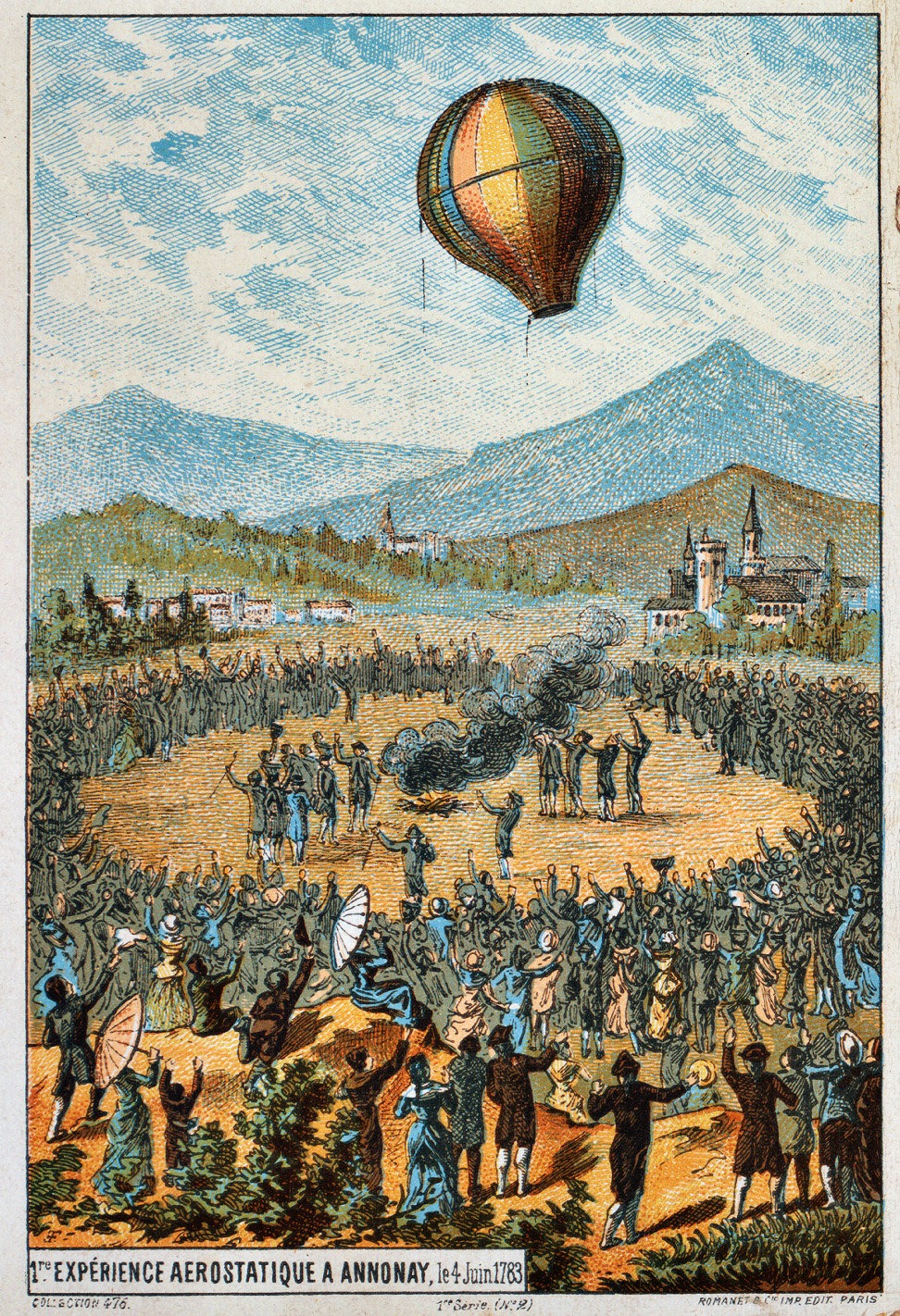
1783: Erster Aufstieg einer Montgolfière

- 1783: In Annonay führen die Gebrüder Montgolfier ihren ersten unbemannten Heißluftballon öffentlich vor.
- 1887: In Paris wird das Institut Pasteur gegründet. Neben Forschungs- und Beratungsaufgaben steht die Überwachung von Infektionskrankheiten im Vordergrund seiner Tätigkeit.

### Kultur
- 1666: Der Menschenfeind (Le Misanthrope), eine Komödie in fünf Akten von Molière, wird in Paris uraufgeführt.
- 1811: Carl Maria von Webers einaktige Oper Abu Hassan wird am Münchner Residenztheater uraufgeführt.

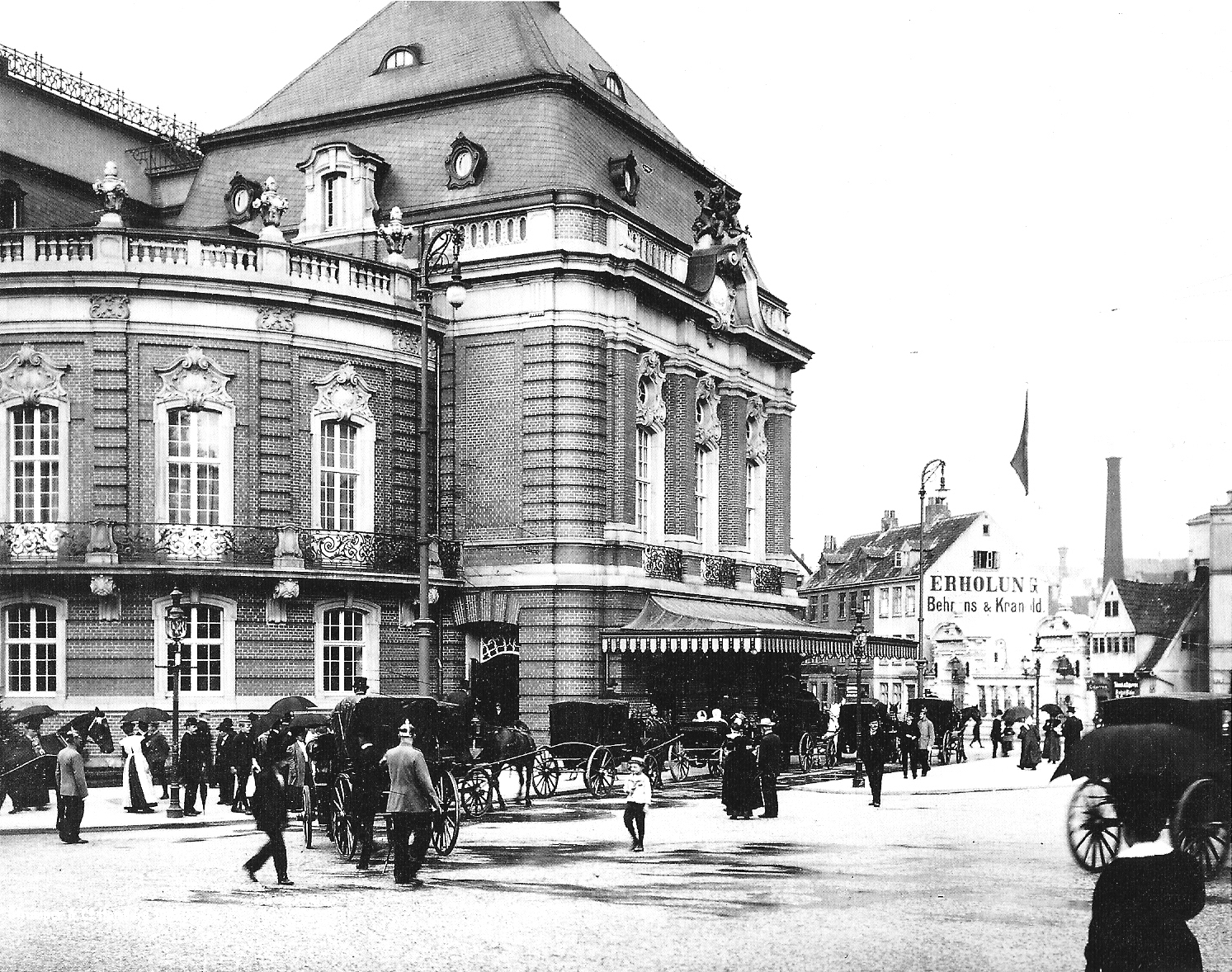
1908: Eröffnung der Laeiszhalle

- 1908: Die Laeiszhalle wird in Hamburg eröffnet. Den Bau dieses Konzerthauses hat testamentarisch der Reeder Carl Laeisz als Mäzen ermöglicht.
- 1917: Der erste Pulitzer-Preis wird verliehen.
- 1921: Die Uraufführung der Oper Mörder, Hoffnung der Frauen von Paul Hindemith findet an der Staatsoper in Stuttgart statt.
- 1931: An der Komischen Oper Berlin wird die Operette Frauen haben das gern…! von Walter Kollo uraufgeführt.

### Gesellschaft
- 1962: In der venezolanischen Zeitung La República erscheint Héctor Rondón Loveras Foto Aid from the Padre, das später als Pressefoto des Jahres ausgezeichnet werden wird.

### Religion
- 1013: Wegen seiner Ablehnung der durch Heinrich II. teilweise gewaltsam eingeführten Klosterreform von Gorze wird Branthog von Erzbischof Erkanbald von Mainz als Abt des Klosters Fulda abgesetzt. Er geht daraufhin mit einem Teil der Mönche nach Halberstadt, wo sie von Bischof Arnulf aufgenommen und in das neue Kloster Ilsenburg im Harz weitergeschickt werden. Poppo, zu diesem Zeitpunkt bereits Abt von Lorsch, wird gleichzeitig auch neuer Abt von Fulda.
- 1055: In der Kirche Santa Reparata wird das erste Konzil von Florenz im Beisein von Papst Viktor II. und Kaiser Heinrich III. eröffnet.
- 1995: Damian de Veuster, belgischer Missionar, wird von Papst Johannes Paul II. in Brüssel seliggesprochen.

### Katastrophen

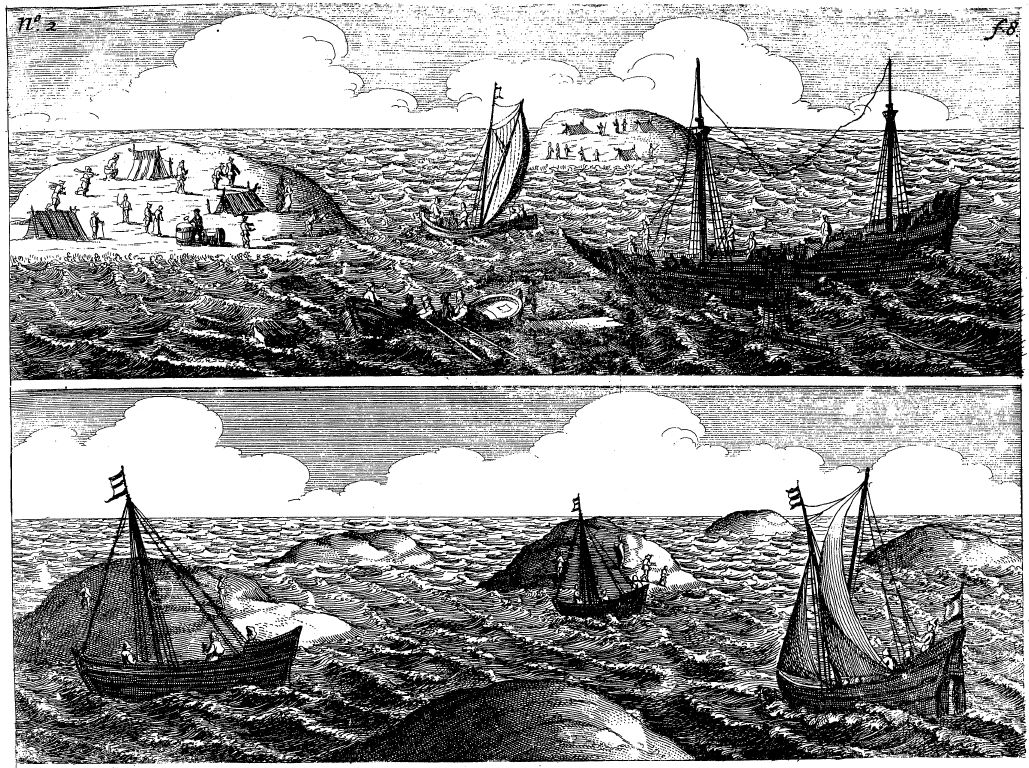
1629: Havarie der Batavia

- 1629: Das Segelschiff Batavia der Niederländischen Ostindien-Kompanie läuft auf ein Riff des Houtman-Abrolhos-Archipels vor der Westküste Australiens. Etwa zwanzig Menschen sterben, die meisten Besatzungsmitglieder und Passagiere können sich auf kleine Inseln retten. In der Folge werden 125 Menschen unter der einsetzenden Terrorherrschaft des Jeronimus Cornelisz und seiner Spießgesellen getötet.
- 1989: Beim Eisenbahnunfall bei Ufa, Sowjetunion sterben 645 Menschen, als zwei sich begegnende Züge durch Funkenflug eine Gasexplosion an einer undichten Pipeline auslösen.
- 2000: Ein Erdbeben der Stärke 7,9 auf Sumatra, Indonesien, fordert 103 Menschenleben.
- 2002: Die Zeyzoun-Talsperre in Syrien bricht. Durch die Flutwelle gibt es bis zu 100 Todesopfer.

Kleinere Unglücksfälle sind in den Unterartikeln von Katastrophe und in der Liste von Katastrophen aufgeführt.

### Sport
- 1860: Die Turngemeinde Bornheim, mit rund 18.000 Mitgliedern heute einer der größten Turn- und Sportvereine in Deutschland, wird gegründet.
- 1907: Durch die Fusion zweier Vereine entsteht der schwedische Fußballverein Helsingborgs IF.

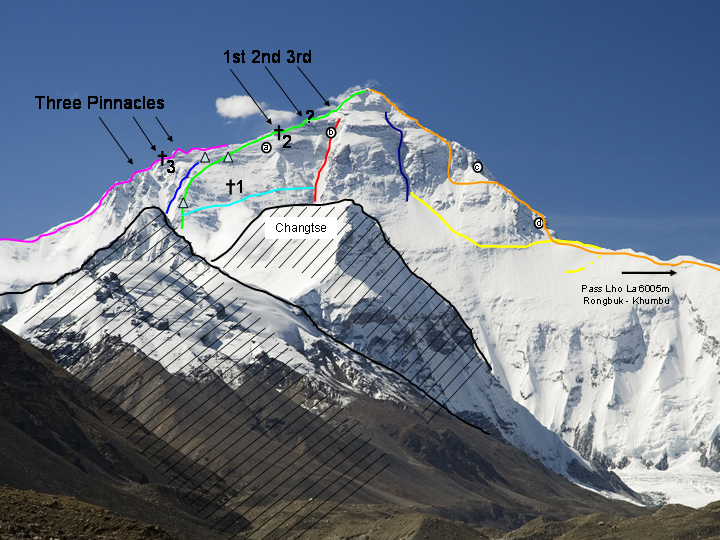
1924: Nordwand des Mt. Everest, mit dem Norton-Couloir (rot)

- 1924: Bei der Britischen Mount-Everest-Expedition erreicht Edward Felix Norton im später sogenannten Norton-Couloir den Höhenrekord für Bergsteiger mit 8573 Meter. Die Gipfelbesteigung des Mount Everest muss er wegen der späten Tageszeit abbrechen.
- 1950: Im Stadion der polnischen Armee in Warschau beginnt mit einem 5:2-Sieg gegen die polnische Fußballnationalmannschaft die Serie der ungarischen Goldenen Elf um Ferenc Puskás, die erst am 4. Juli 1954 im WM-Finale im Berner Wankdorfstadion endet.
- 1961: Die ARD strahlt erstmals die Sportschau aus.

Einträge von Leichtathletik-Weltrekorden befinden sich unter der jeweiligen Disziplin unter Leichtathletik.
Einträge zu Fußballweltmeisterschaftsspielen finden sich in den Unterseiten von Fußball-Weltmeisterschaft. Das Gleiche gilt für Fußball-Europameisterschaften.

## Geboren

### Vor dem 18. Jahrhundert
- 1489: Anton II., Herzog von Lothringen
- 1511: Honorat II., Marquis de Villars, Marschall und Admiral von Frankreich
- 1513: Niels Hemmingsen, dänischer evangelischer Theologe, Philologe und Schulreformer
- 1575: Gwanghaegun, 15. König der Joseon-Dynastie in Korea
- 1582: Rudolf von Drachenfels, deutscher Verwaltungsbeamter und Gelegenheitsdichter

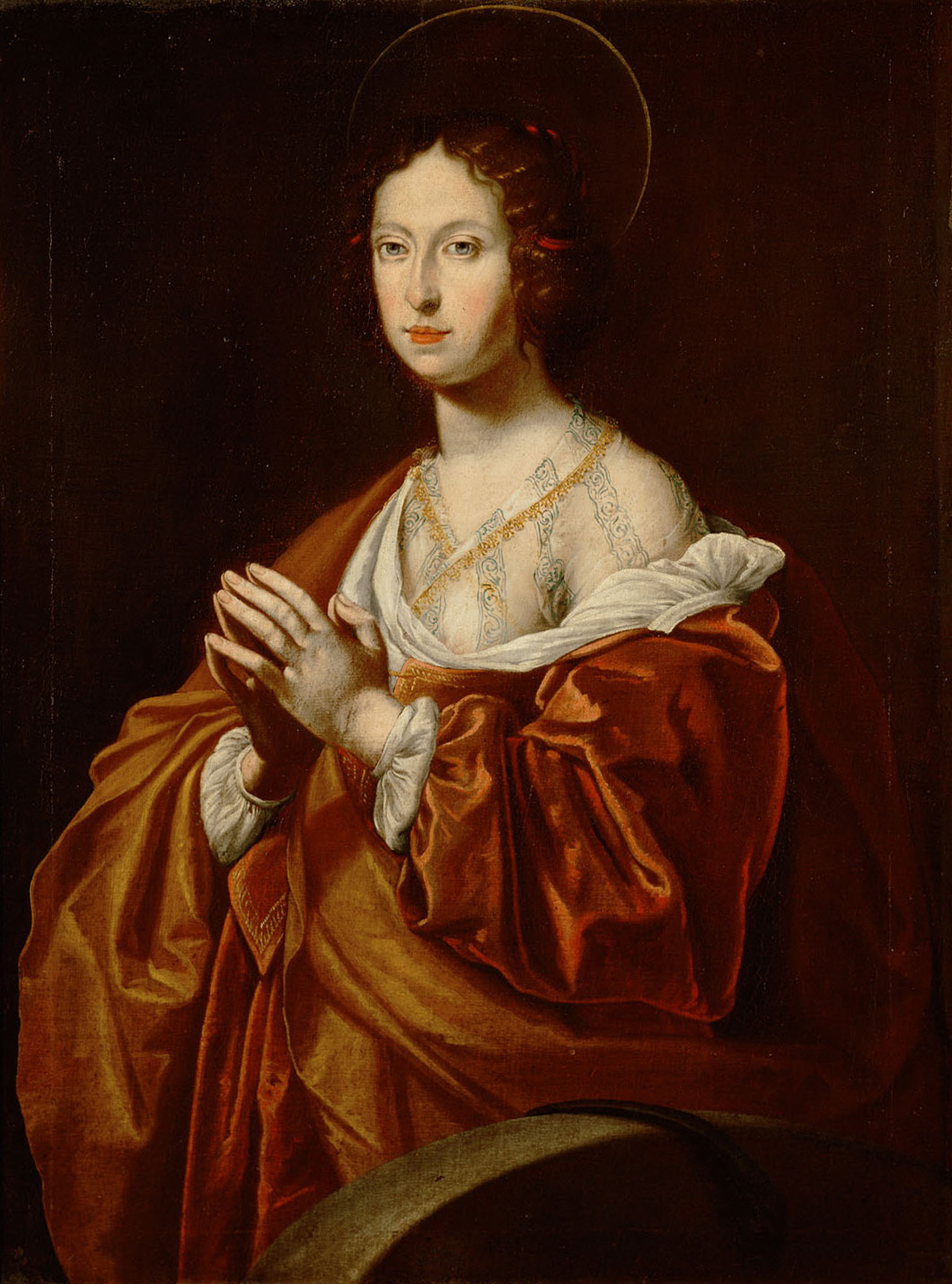
Claudia de’ Medici (* 1604)

- 1604: Claudia de’ Medici, Erzherzogin von Österreich und Landesfürstin von Tirol
- 1607: Brandanus Daetrius, deutscher lutherischer Theologe
- 1612: August Carpzov, deutscher Staatsmann
- 1613: Michael Conrad Hirt, deutscher Maler
- 1615: Gaspard Poussin, italienischer Maler
- 1618: Daniel Herz, deutsch-österreichischer Orgelbauer
- 1628: Christoph Delphicus von Dohna, schwedischer Feldmarschall
- 1636: Melchor Portocarrero Lasso de la Vega, spanischer Kolonialverwalter, Vizekönig von Neuspanien und Peru
- 1644: Godert de Ginkell, 1. Earl of Athlone, niederländischer General
- 1694: François Quesnay, französischer Arzt und Ökonom

### 18. Jahrhundert
- 1704: Benjamin Huntsman, englischer Uhrmacher und Erfinder
- 1707: Henning Alexander von Kleist, königlich-preußischer Generalleutnant
- 1720: Anton Haffenecker, böhmischer Architekt und Hofbaumeister

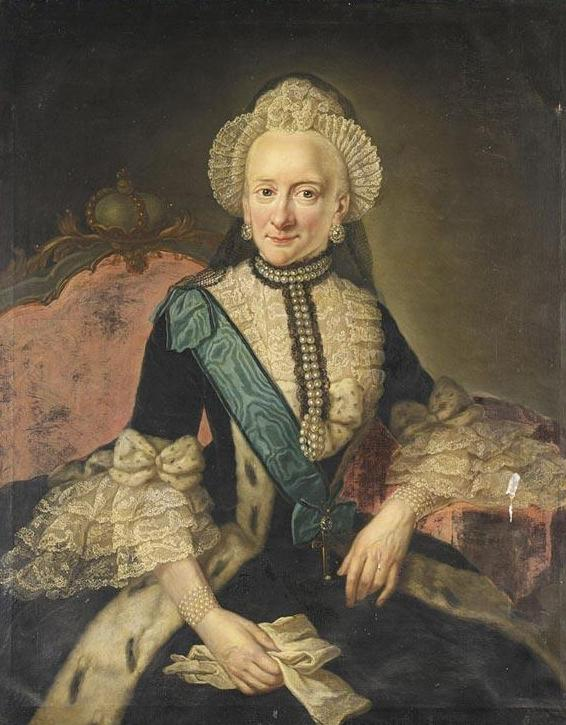
Therese von Braunschweig-Wolfenbüttel (* 1728)

- 1728: Therese von Braunschweig-Wolfenbüttel, Äbtissin des Reichsstifts Gandersheim
- 1736: Ignaz Fränzl, deutscher Komponist, Geiger, Bratschist und Kapellmeister
- 1738: Georg III., König von Großbritannien und Irland
- 1739: Johann Beckmann, deutscher Ökonom
- 1739: Christian Hartmann Samuel von Gatzert, deutscher Jurist und Politiker
- 1742: Ignacio de Asso, spanischer Jurist, Diplomat und Naturforscher
- 1743: Jean-Baptiste Rondelet, französischer Architekt
- 1744: Thomas Rodney, US-amerikanischer Jurist und Politiker, Mitglied des Kontinentalkongresses
- 1749: Peter Godeffroy, deutscher Kaufmann
- 1751: Ludwig August von Stutterheim, preußischer General
- 1752: John Eager Howard, US-amerikanischer Politiker, Mitglied des Kontinentalkongresses, Gouverneur von Maryland, Senator
- 1759: Maria Rosa Coccia, römische Komponistin
- 1760: Christian August Günther, deutscher Maler, Zeichner und Kupferstecher
- 1765: Ferdinand Joly, österreichischer Volksdichter und Komponist
- 1770: James Hewitt, US-amerikanischer Komponist
- 1771: Charles Antoine Morand, französischer General
- 1777: Alexei Jermolow, russischer General und Diplomat
- 1782: Christian Martin Joachim Frähn, deutscher Orientalist und Numismatiker
- 1785: Luman Reed, US-amerikanischer Unternehmer und Kunstmäzen
- 1786: George Pollock, britischer Feldmarschall
- 1787: Constant Prévost, französischer Geologe

### 19. Jahrhundert

#### 1801–1850
- 1808: Friedrich Alphons Pick, französisch-deutscher Schriftsteller und Politiker
- 1809: José Gutiérrez de la Concha, spanischer General und Politiker, Minister, Regierungschef
- 1809: Columbus Delano, US-amerikanischer Politiker, Mitglied des Repräsentantenhauses, Minister
- 1814: Urs Viktor Vigier, Schweizer Jurist und Politiker

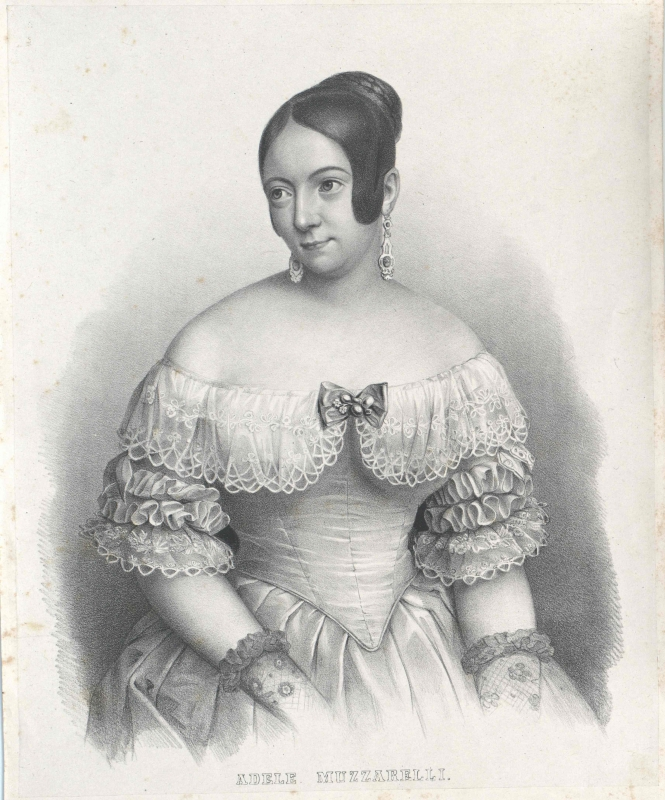
Adele Beckmann (* 1816)

- 1816: Adele Beckmann, italienische Soubrette, Sängerin und Tänzerin
- 1816ː Dorotea de Chopitea, salesianische Mitarbeiter Don Boscos
- 1821: Charles-Philippe Robin, französischer Biologe, Histologe und Politiker
- 1825: John DeWitt Clinton Atkins, US-amerikanischer Politiker, Mitglied des Repräsentantenhauses und des Konföderiertenkongresses

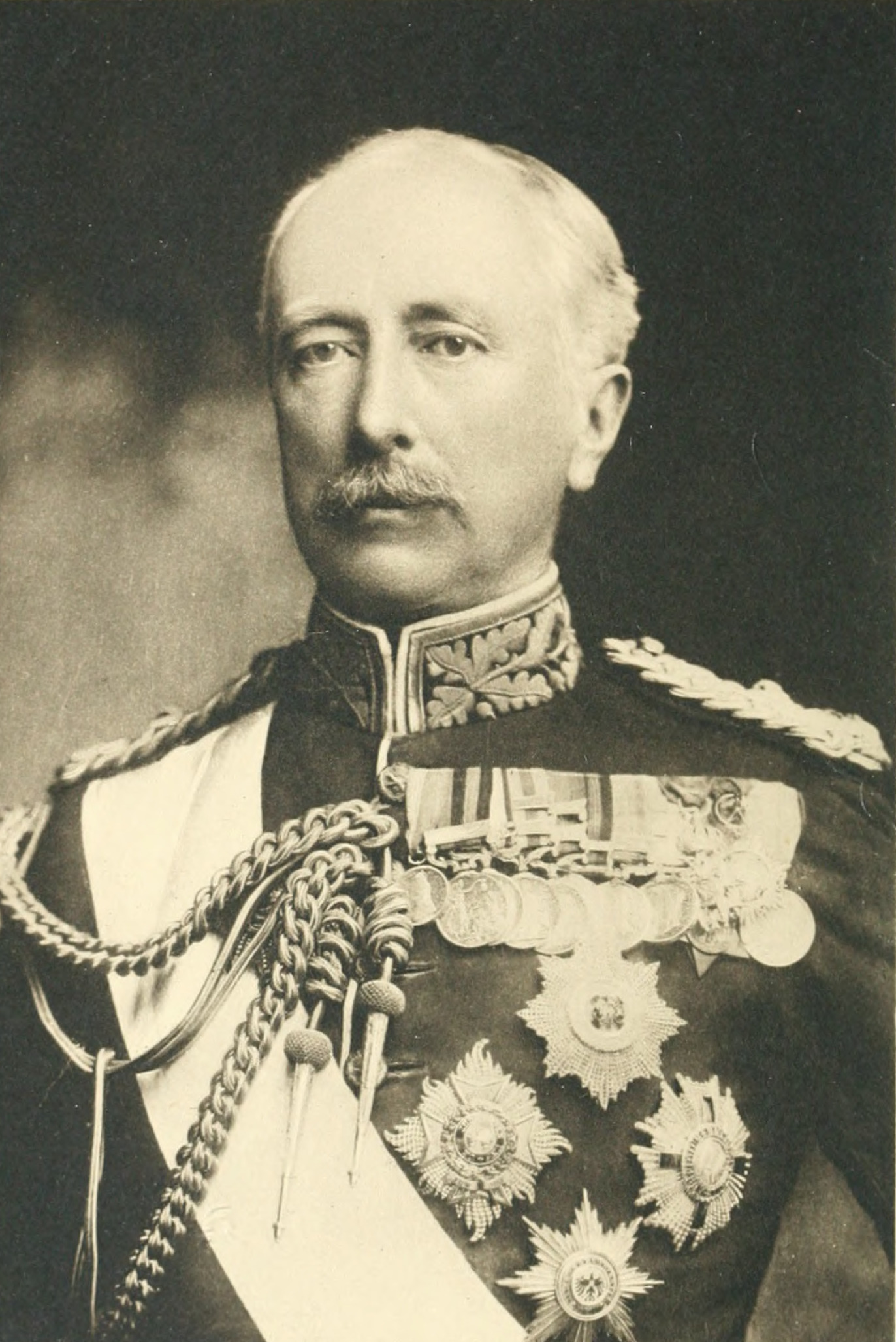
Garnet Wolseley (* 1833)

- 1833: Garnet Wolseley, 1. Viscount Wolseley, britischer Feldmarschall, Oberbefehlshaber der britischen Armee
- 1834: Paul Friedrich August Ascherson, deutscher Botaniker, Historiker, Ethnograph und Sprachforscher
- 1837: Sigurd Abel, deutscher Historiker
- 1841: Karl Binding, deutscher Rechtswissenschaftler im Strafrecht und Rektor
- 1843: Charles Conrad Abbott, US-amerikanischer Archäologe und Naturforscher
- 1850: Alfred Vincent, Schweizer Mediziner und Politiker

#### 1851–1900
- 1857ː Sophie von Waldburg-Syrgenstein, deutsche Lyrikerin
- 1859: Gustav Hartmann, deutscher Droschkenkutscher
- 1862: Teresa Claramunt, spanische Feministin, Anarchistin und Syndikalistin
- 1862: Camille Decoppet, Schweizer Jurist und Politiker, Nationalrat, Bundesrat
- 1867: Eugen Abresch, deutscher Unternehmer, Erfinder, Kunstsammler und Politiker, MdL
- 1867: Carl Gustaf Emil Mannerheim, finnlandschwedischer Offizier und Staatsmann, Oberbefehlshaber der finnischen Armee, Staatspräsident
- 1868: Ida Jenbach, österreichische Drehbuchautorin und Opfer der Shoa
- 1868: Gustav Schneider, Schweizer Händler und Politiker
- 1872: William Willard Ashe, US-amerikanischer Botaniker und Forstmann
- 1873: Heinrich Rudolph Wahlen, deutscher Kaufmann, schwedischer Konsul für Deutsch-Neuguinea
- 1875: Oskar Adler, österreichischer Musiker und Astrologe
- 1876: Lore Agnes, deutsche Frauenrechtlerin und Politikerin, MdR, im Widerstand gegen das NS-Regime

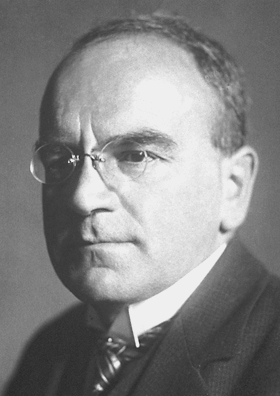
Heinrich Otto Wieland (* 1877)

- 1876ː Clara Blandick, US-amerikanische Schauspielerin
- 1877: Heinrich Wieland, deutscher Biochemiker, Nobelpreisträger
- 1878: Frank Buchman, US-amerikanischer Theologe, geistiger Führer der Oxford-Gruppe
- 1878: Wilhelm Ewald, deutscher Heraldiker und Museumsdirektor
- 1879: Theodor Haecker, deutscher Schriftsteller, Kulturkritiker und Übersetzer, Vertreter des geistigen Widerstandes gegen den Nationalsozialismus
- 1881: Barthélémy Bruyère, belgischer Automobilrennfahrer
- 1881: Richard Kurt Donin, österreichischer Kunsthistoriker
- 1882: John Bauer, schwedischer Maler
- 1882: Erwin Lendvai, ungarischer Komponist

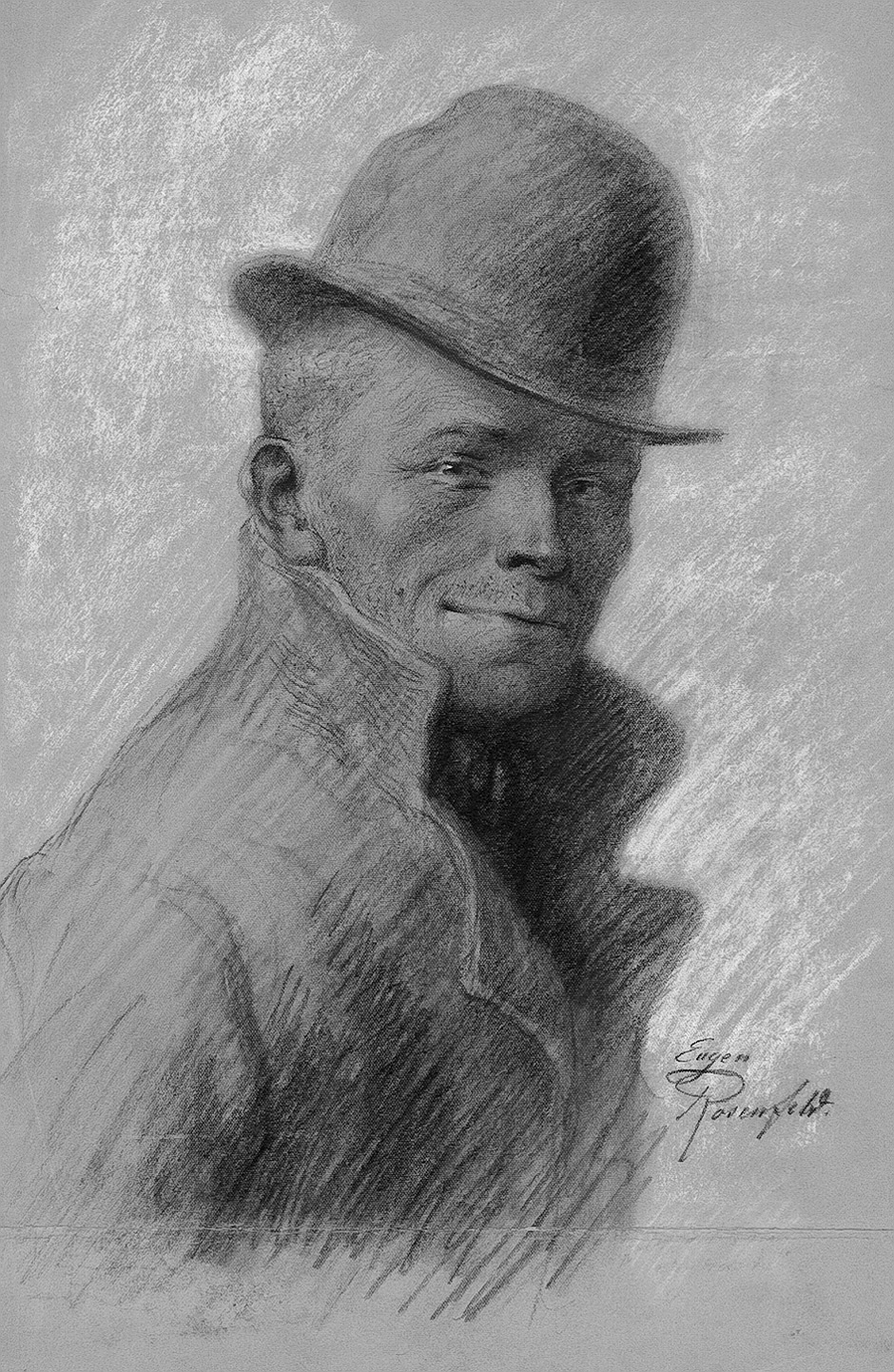
Karl Valentin (* 1882)

- 1882: Karl Valentin, deutscher Komiker, Kabarettist, Autor und Filmproduzent
- 1883: Hans Ehrenberg, deutscher Theologe
- 1883: Adolf Maurer, Schweizer Theologe und Schriftsteller
- 1887: Tino Danieli, italienischer Unternehmer und Automobilrennfahrer

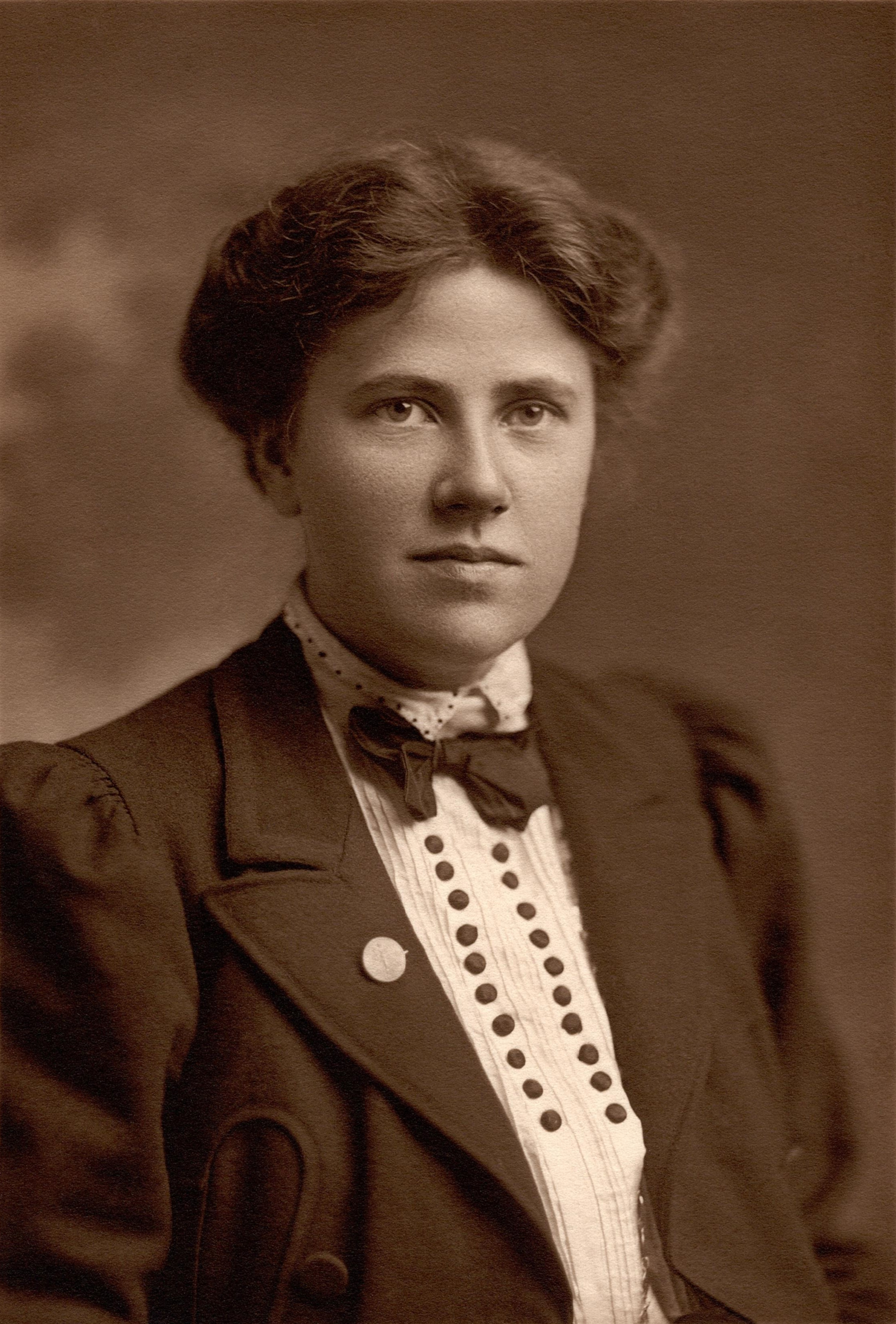
Ray Strachey (* 1887)

- 1887: Ray Strachey, britische Frauenrechtlerin, Politikerin, Ingenieurin und Schriftstellerin
- 1888: Fritz Arendt, deutscher Klassischer Philologe und Gymnasiallehrer
- 1888: Ingeborg Steffensen, dänische Opernsängerin (Mezzosopran)
- 1889: Cliff Aeros, deutscher Zirkusunternehmer, Sensationsdarsteller, Artist und Dompteur
- 1889: Beno Gutenberg, deutscher Seismologe
- 1890: Hans Morgenthaler, Schweizer Schriftsteller
- 1891: Leopold Vietoris, österreichischer Mathematiker
- 1892: Franz Xaver von Hornstein, Schweizer Geistlicher, Pastoraltheologe und Hochschullehrer
- 1893: Gerda Laski, österreichische Physikerin
- 1894: Mary Bolduc, kanadische Singer-Songwriterin
- 1895: George Stevenson Wallace, australischer Komiker und Schauspieler
- 1895: Fritz Weber, österreichischer Schriftsteller und Erzähler
- 1899: Stringer Davis, englischer Schauspieler, Ehemann von Margaret Rutherford
- 1899: Elsa Muschg, Schweizer Lehrerin und Kinderbuchautorin

### 20. Jahrhundert

#### 1901–1925
- 1902: Franz Firbas, deutscher Botaniker
- 1903: Karl Hennig, deutscher Theologe
- 1903: Charlie Monroe, US-amerikanischer Musiker
- 1904: Henry Grob, Schweizer Schachspieler, Internationaler Meister
- 1904: Anni Krahnstöver, deutsche Politikerin, MdL, MdB
- 1904: Rudolf Preising, deutscher römisch-katholischer Pfarrer, Lehrer, Heimatforscher und Archivar
- 1904: Paul Schachtschabel, deutscher Bodenkundler
- 1906: Iwan Ljudwigowitsch Knunjanz, sowjetischer Chemiker
- 1906: Alice Treff, deutsche Schauspielerin
- 1907: Marjan Kozina, slowenischer Komponist
- 1907: Rosalind Russell, US-amerikanische Schauspielerin
- 1908: Jan Zdeněk Bartoš, tschechischer Komponist
- 1908: Geli Raubal, Nichte von Adolf Hitler

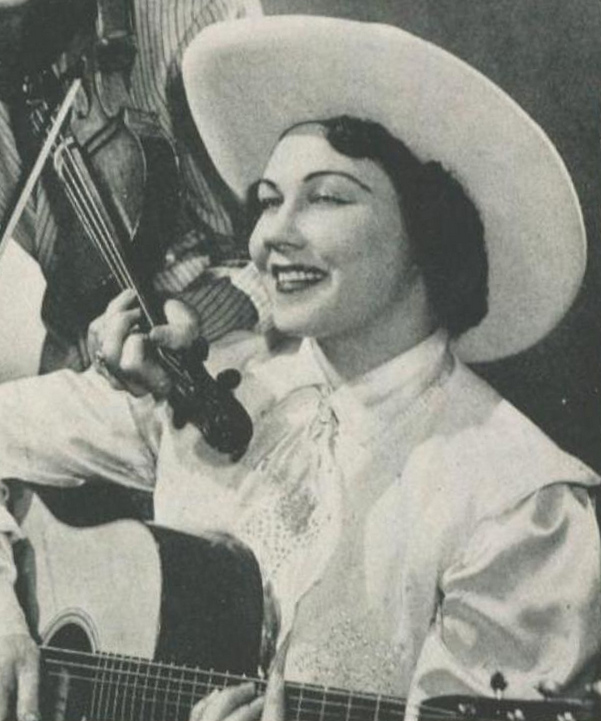
Texas Ruby (* 1908)

- 1908: Texas Ruby, US-amerikanische Country-Musikerin
- 1909: Hanuš Burger, tschechischer Regisseur
- 1909: Hans-Otto Meissner, deutscher Diplomat und Schriftsteller

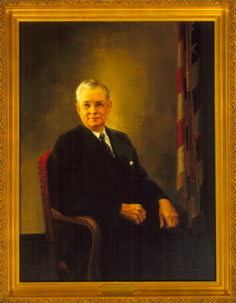
Robert B. Anderson (* 1910)

- 1910: Robert B. Anderson, US-amerikanischer Geschäftsmann und Politiker, Minister
- 1910: Christopher Cockerell, britischer Ingenieur, Erfinder des Hovercrafts
- 1910: Max Haufler, Schweizer Schauspieler und Maler
- 1912: Maria Andergast, deutsche Schauspielerin
- 1912: Mary Barbara Haberzetle, US-amerikanische Mathematikerin
- 1912: Robert Jacobsen, dänischer Bildhauer, Maler und Grafiker
- 1913: Ahmad Tajuddin, Sultan von Brunei
- 1913: Bruno Bettinelli, italienischer Komponist
- 1913: Arved Deringer, deutscher Jurist und Politiker, MdB, MdEP
- 1914: John Mansfield Addis, britischer Diplomat
- 1915: Alan Shulman, US-amerikanischer Komponist und Cellist
- 1915: Heinrich Tenhumberg, deutscher Geistlicher, Bischof von Münster
- 1918: Marcelo Koc, argentinischer Komponist
- 1918: Jan van Dijk, niederländischer Komponist und Pianist
- 1920: Otto Rosenheinrich, deutscher Fußballspieler
- 1922: Jaroslaw Serpan, tschechisch-französischer Maler
- 1923: Carlos Teppa, venezolanischer Komponist und Cellist
- 1923ː Yuriko, Prinzessin Mikasa, japanische Prinzessin
- 1924: Ettore Chimeri, venezolanischer Automobilrennfahrer
- 1924: Dennis Weaver, US-amerikanischer Schauspieler
- 1924: Heinz Westphal, deutscher Politiker, MdB, Bundesminister
- 1925: Hubert Suschka, deutscher Schauspieler

#### 1926–1950
- 1926: Miguel Arteche Salinas, chilenischer Schriftsteller und Dichter
- 1927: Willy Hagara, österreichischer Schlagersänger und Schauspieler
- 1928: Gustav Hertzfeldt, deutscher Politiker, Journalist und Diplomat

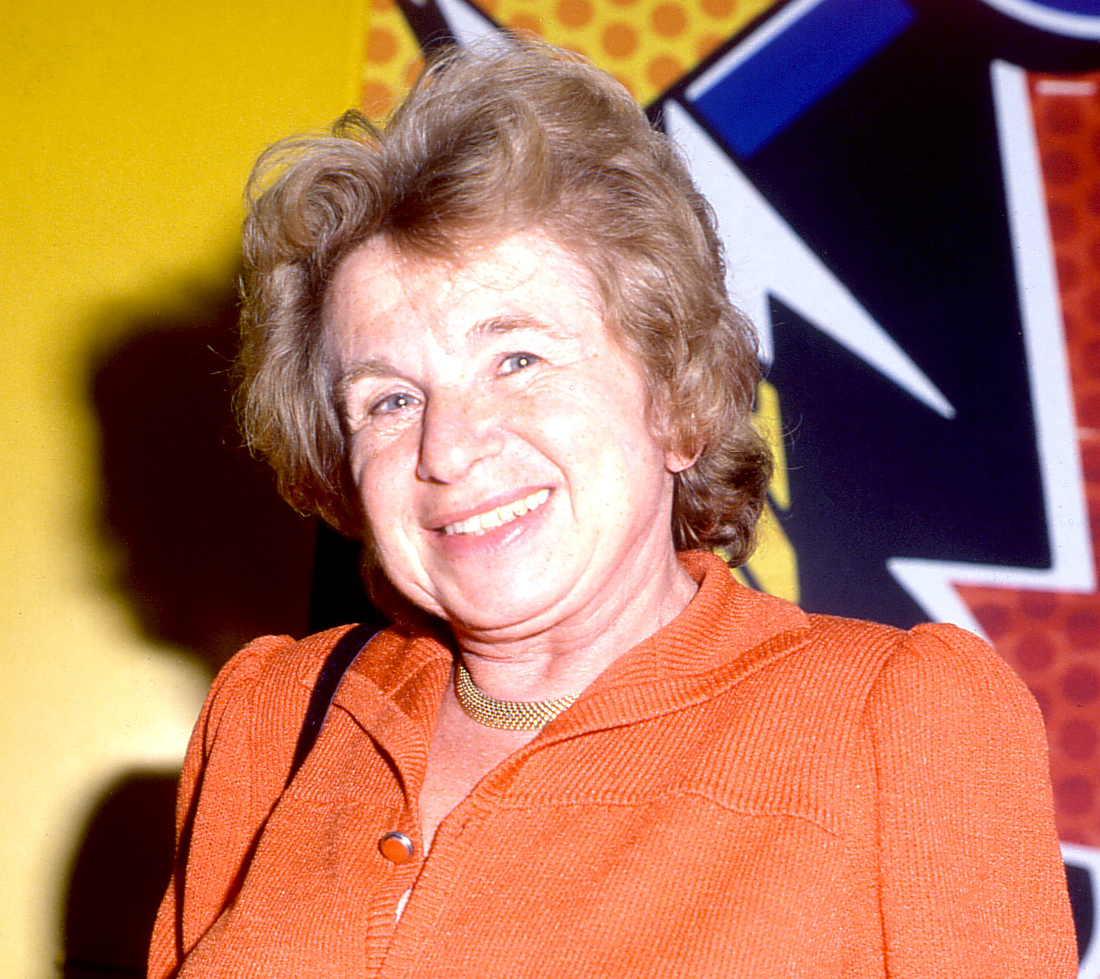
Ruth Westheimer (* 1928)

- 1928: Ruth Westheimer, deutsch-amerikanische Sexualtherapeutin und Sachbuchautorin
- 1929: Günter Strack, deutscher Theater- und Fernsehschauspieler
- 1930: Morgana King, US-amerikanische Schauspielerin
- 1930: Carlos Lucas, chilenischer Boxer
- 1931: Martti Lehtevä, finnischer Boxer
- 1931: Erasmus Schöfer, deutscher Schriftsteller
- 1931: Jan Zábrana, tschechischer Schriftsteller, Dichter und Übersetzer
- 1932: John Drew Barrymore, US-amerikanischer Schauspieler
- 1932: Cecilia Lindqvist, schwedische Sinologin und Schriftstellerin
- 1932: Oliver Nelson, US-amerikanischer Musiker
- 1933: Richard Askey, US-amerikanischer Mathematiker
- 1933: Godfried Danneels, Erzbischof von Mecheln-Brüssel und ein Kardinal
- 1933: Brigitte Mahn-Diedering, deutsche Designerin
- 1933: Amand Schwantge, deutscher Hornist und Musikpädagoge
- 1934: Vilhjálmur Einarsson, isländischer Leichtathlet, Olympiamedaillengewinner
- 1934: Yaak Karsunke, deutscher Schriftsteller
- 1935: Roderich Reifenrath, deutscher Journalist
- 1935: Kazimierz Zimny, polnischer Langstreckenläufer
- 1936: Yvette Amice, französische Mathematikerin
- 1936: Judita Cofman, serbisch-deutsche Mathematikerin

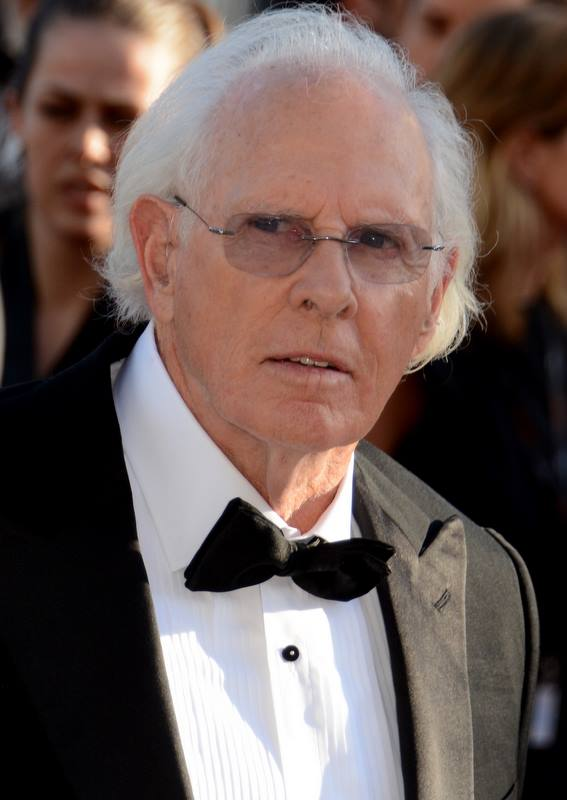
Bruce Dern (* 1936)

- 1936: Bruce Dern, US-amerikanischer Schauspieler
- 1936: Klaus Möbius, deutscher Physiker
- 1937: Minoru Betsuyaku, japanischer Dramatiker
- 1937: Freddy Fender, US-amerikanischer Songschreiber und Sänger
- 1937ː Flora Ruchat-Roncati, Schweizer Architektin
- 1940: Josefina Miniño, dominikanische Balletttänzerin und Choreographin
- 1940: Ludwig Schwarz, österreichischer Bischof
- 1941: Klaus Michael Grüber, deutscher Theater- und Opernregisseur
- 1941: Winfried Holtmann, deutscher Radsportmanager und Journalist
- 1941: Severin Johansen, grönländischer Landesrat
- 1943: Salomon Korn, Vorsitzender der jüdischen Gemeinde in Frankfurt am Main
- 1943: Gladys Rodríguez, puerto-ricanische Schauspielerin
- 1943ː Tilla Theus, Schweizer Architektin
- 1944: Astrid Bless, deutsche Synchronsprecherin
- 1944: Marianne Gruber, österreichische Schriftstellerin

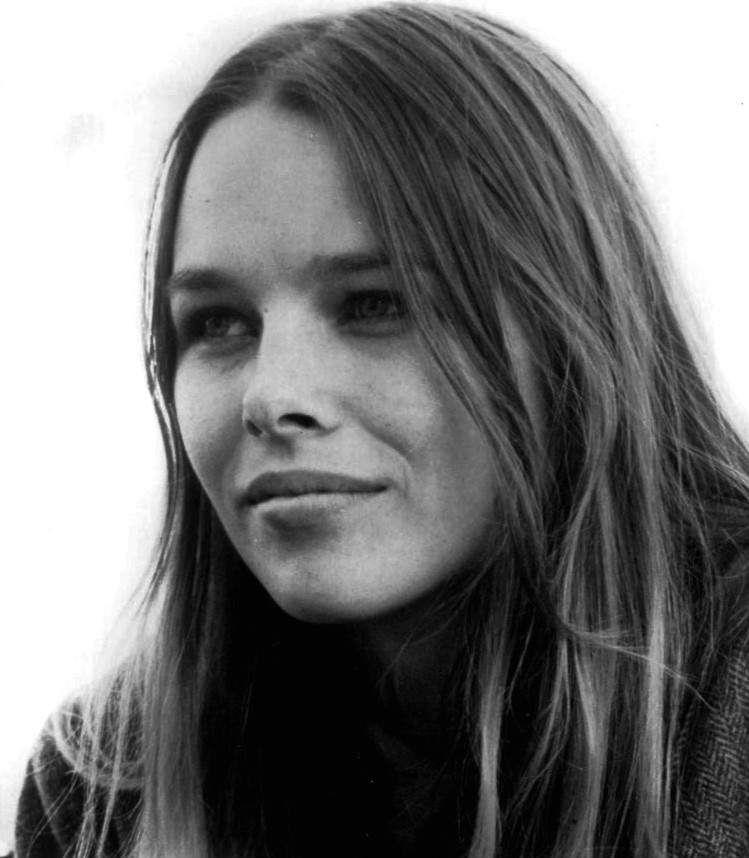
Michelle Phillips (* 1944)

- 1944: Michelle Phillips, US-amerikanische Sängerin
- 1944: Ricky Shayne, französisch-libanesischer Sänger
- 1945: Ralf Thenior, deutscher Schriftsteller
- 1945: Regina Weicker, deutsche Hörspiel- und Drehbuchautorin
- 1945: Adrian Yates-Smith, britischer Automobilrennfahrer
- 1946: Magdalena Jetelová, tschechische Bildhauerin
- 1946: Klaus Ondera, deutscher Fußballspieler

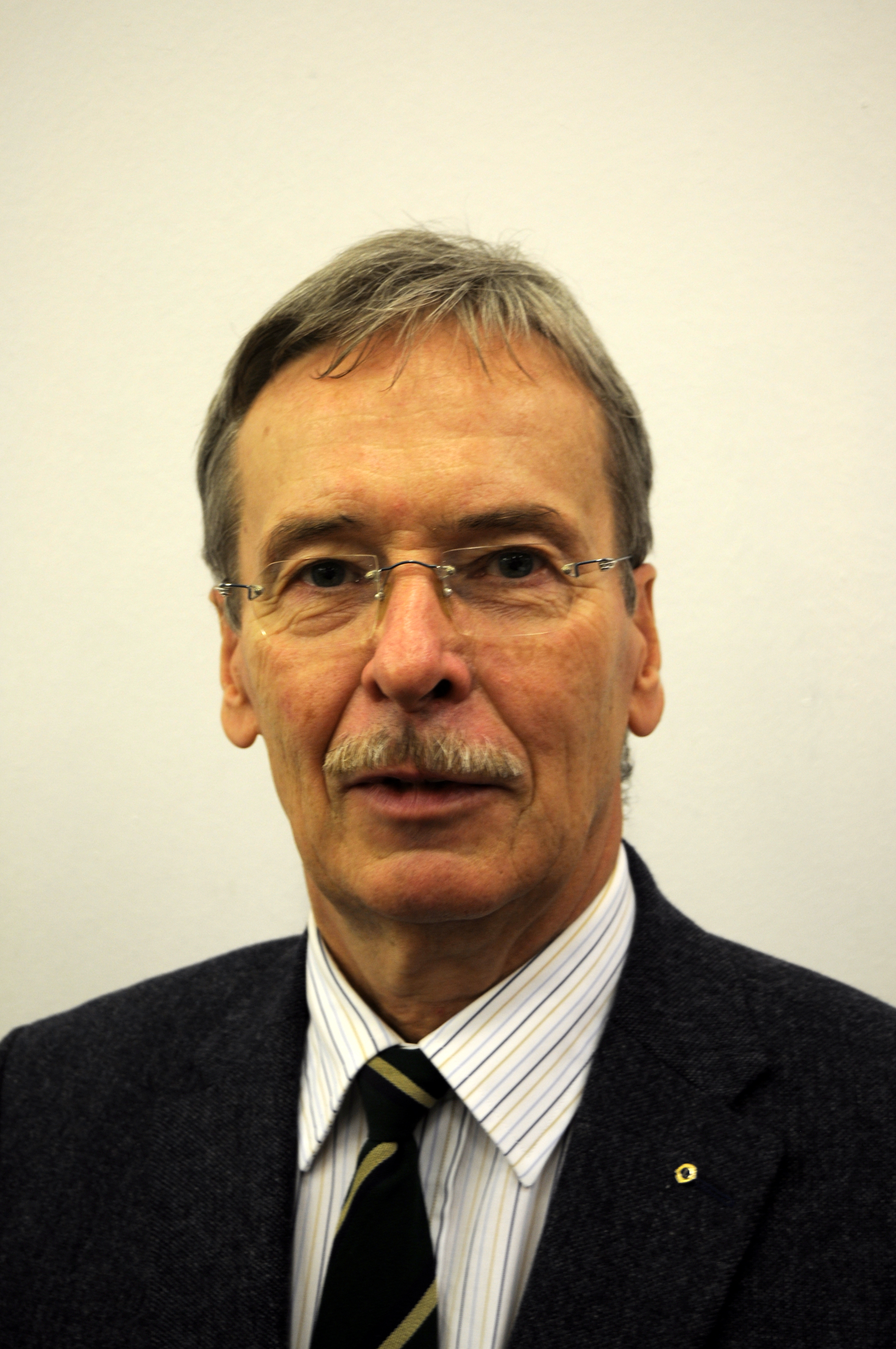
Hans-Joachim Böttcher (* 1947)

- 1947: Hans-Joachim Böttcher, deutscher Autor
- 1947: Viktor Klima, österreichischer Politiker, Bundeskanzler
- 1947: Hanspeter Latour, Schweizer Fußballspieler und -trainer
- 1948: Margaret Gibson, kanadische Schriftstellerin
- 1948: Paquito D’Rivera, kubanischer Jazzmusiker
- 1948: Jürgen Sparwasser, deutscher Fußballspieler
- 1948: Josef Straka, tschechoslowakischer Ruderer
- 1949: Rainer Ulrich, deutscher Fußballspieler und -trainer
- 1949: Gwendolyn von Ambesser, deutsche Autorin, Regisseurin, Schauspielerin

#### 1951–1975
- 1951: Volker Dornquast, deutscher Politiker, MdL
- 1951: Eva Klotz, Südtiroler Politikerin
- 1951: Bronisław Malinowski, polnischer Leichtathlet

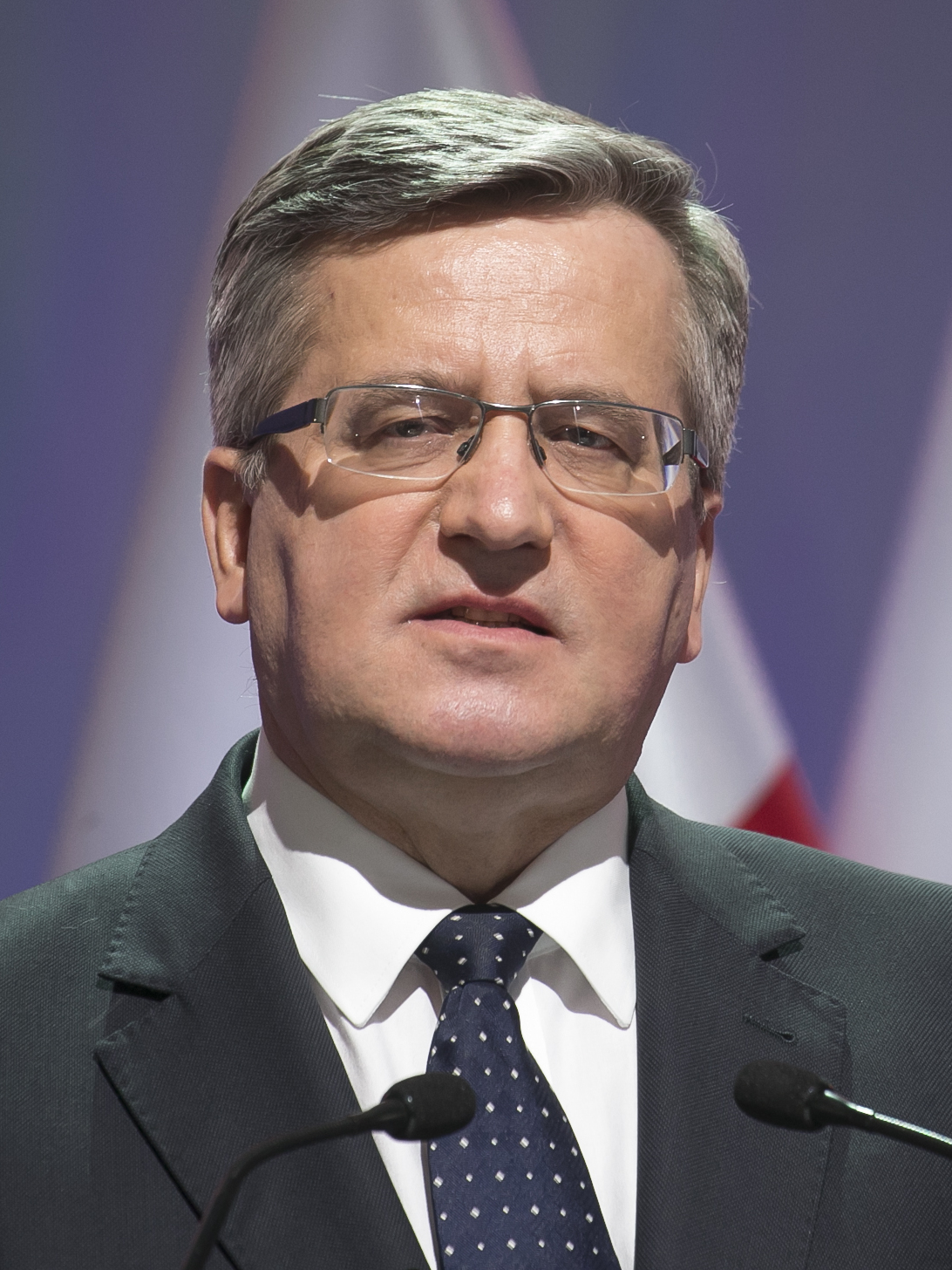
Bronisław Komorowski (* 1952)

- 1952: Bronisław Komorowski, polnischer Politiker, Verteidigungsminister, Parlamentspräsident, Staatspräsident
- 1952: Michail Kusnezow, russisch-sowjetischer Ruderer, Olympiasieger
- 1952: Karl-Heinz Lambertz, belgischer Politiker, Ministerpräsident der Deutschsprachigen Gemeinschaft
- 1952: Parker Stevenson, US-amerikanischer Schauspieler
- 1953: Walter Novellino, italienischer Fußballspieler und -trainer
- 1953: Linda Lingle, US-amerikanische Politikerin, Gouverneurin von Hawaii
- 1954: Hermann Gerland, deutscher Fußballspieler und -trainer
- 1954: Michael Green, barbadisch-lucianischer Regattasegler
- 1954: Luc-Adolphe Tiao, Politiker aus Burkina Faso
- 1955: Adolf Sauerland, deutscher Kommunalpolitiker, Oberbürgermeister von Duisburg
- 1955: Val McDermid, schottische Krimiautorin
- 1956: Martin Adams, englischer Dartspieler

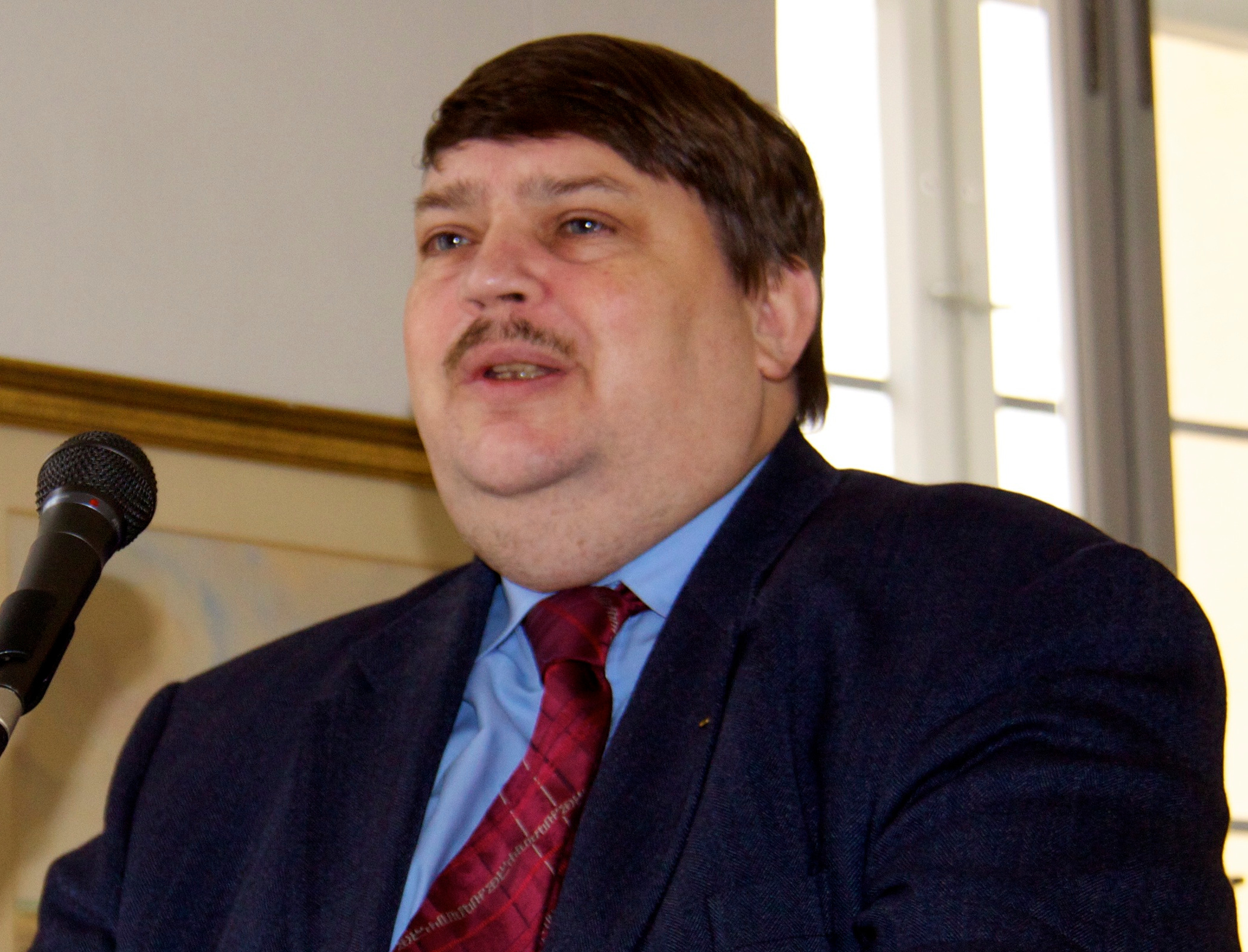
Bernd Posselt (* 1956)

- 1956: Bernd Posselt, deutscher Politiker, Journalist und Vertriebenenfunktionär, MdEP
- 1957: Norbert Nachtweih, deutscher Fußballspieler
- 1957: Franz Pany, deutscher Vertriebenenfunktionär
- 1958: Andreas Giebel, deutscher Kabarettist und Schauspieler
- 1958: Christoph Eidens, deutscher Jazzvibraphonist
- 1959: Anil Ambani, indischer Geschäftsmann
- 1959: Brent Michael Davids, US-amerikanischer Komponist
- 1960: Åse Michaelsen, norwegische Politikerin
- 1960: José Antonio Molina, dominikanischer Dirigent, Komponist und Pianist

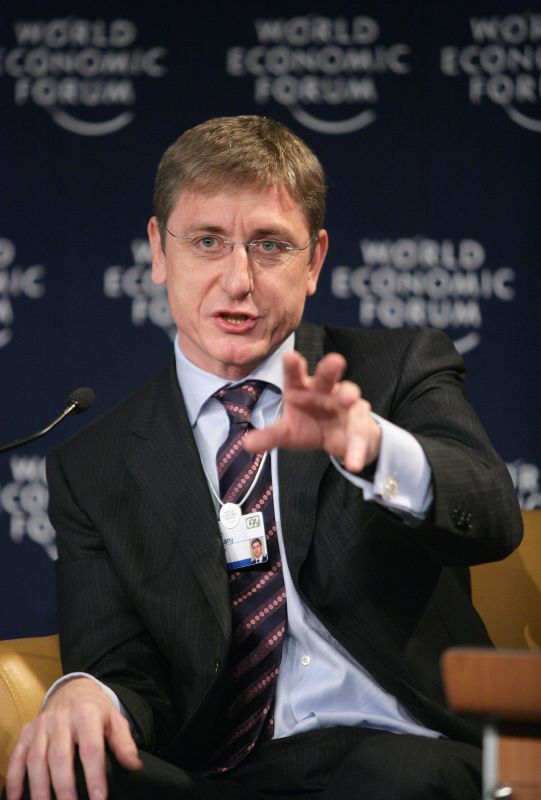
Ferenc Gyurcsány (* 1961)

- 1961: Ferenc Gyurcsány, ungarischer Politiker, Regierungschef
- 1962: Den Harrow, italienischer Musiker
- 1962: Krzysztof Hołowczyc, polnischer Rallyefahrer und Politiker
- 1963: Jim Boni, italienischer Eishockeyspieler und -trainer
- 1964: Rafael Cardoso, brasilianischer Schriftsteller und Kunsthistoriker
- 1964; Veronika Jeníková, tschechische Schauspielerin
- 1964: Jordan Mechner, US-amerikanischer Computerspielentwickler
- 1964: Chris Olson, US-amerikanischer Eishockeytorwart
- 1964: Sean Pertwee, britischer Schauspieler
- 1964: Andrew Urdiales, US-amerikanischer Serienmörder
- 1965: Mick Doohan, australischer Motorradrennfahrer
- 1965: Andrea Jaeger, US-amerikanische Tennisspielerin
- 1966: Cecilia Bartoli, italienische Opernsängerin
- 1966: Petros Ovsepyan, armenischer Komponist klassischer Musik
- 1967: Michael Schrittwieser, österreichischer Basketballtrainer
- 1967: Marcus Weinberg, deutscher Politiker, MdHB, MdB
- 1968: Iwona Arent, polnische Politikerin

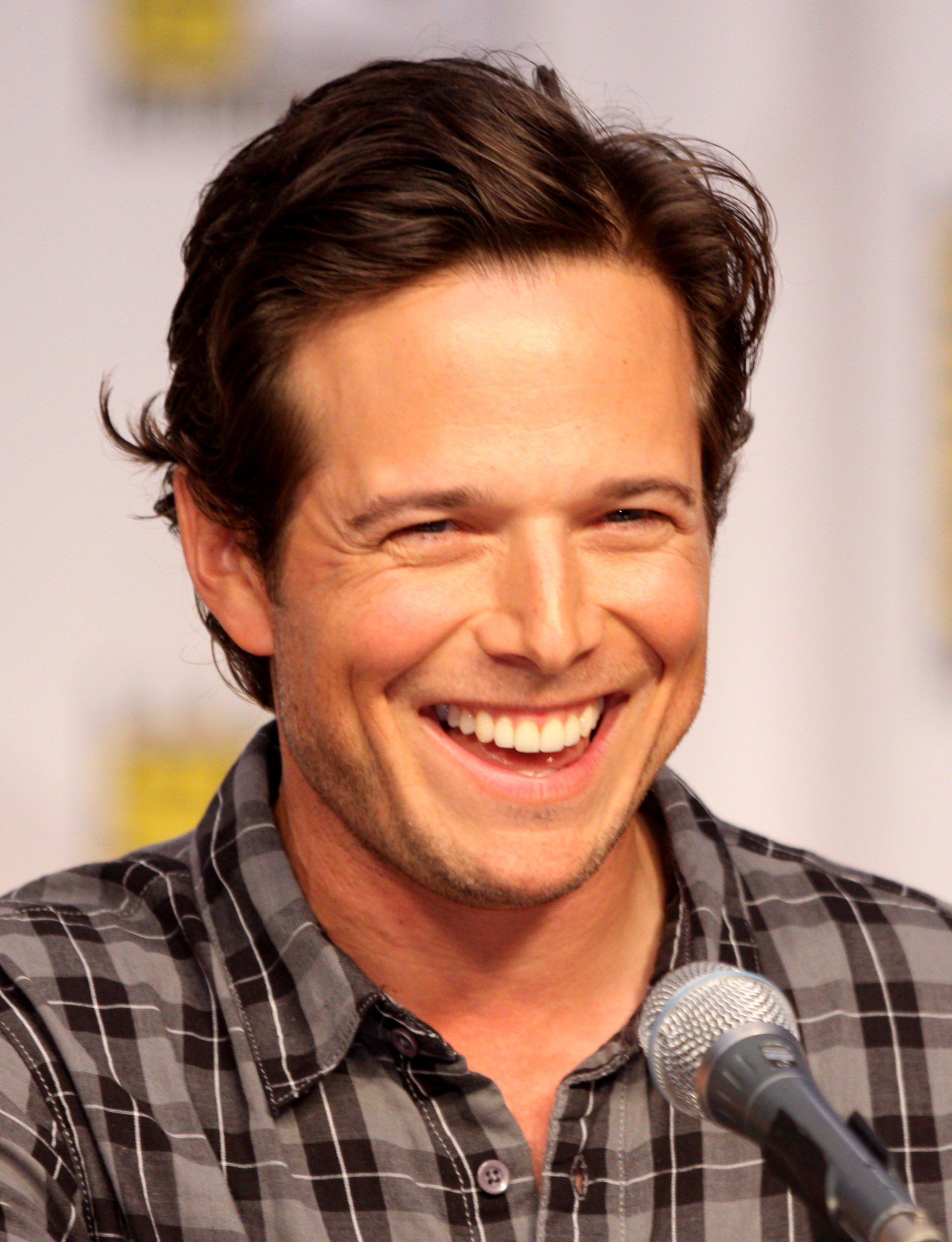
Scott Wolf (* 1968)

- 1968: Scott Wolf, US-amerikanischer Schauspieler
- 1969: Peter Crampton, britischer Leichtathlet
- 1969: Iwona Mironiuk, polnische Pianistin
- 1969: Zeresenay Alemseged, äthiopischer Paläoanthropologe
- 1970: Richie Hawtin, kanadischer Techno-Produzent
- 1970: Izabella Scorupco, polnische Schauspielerin und Fotomodel

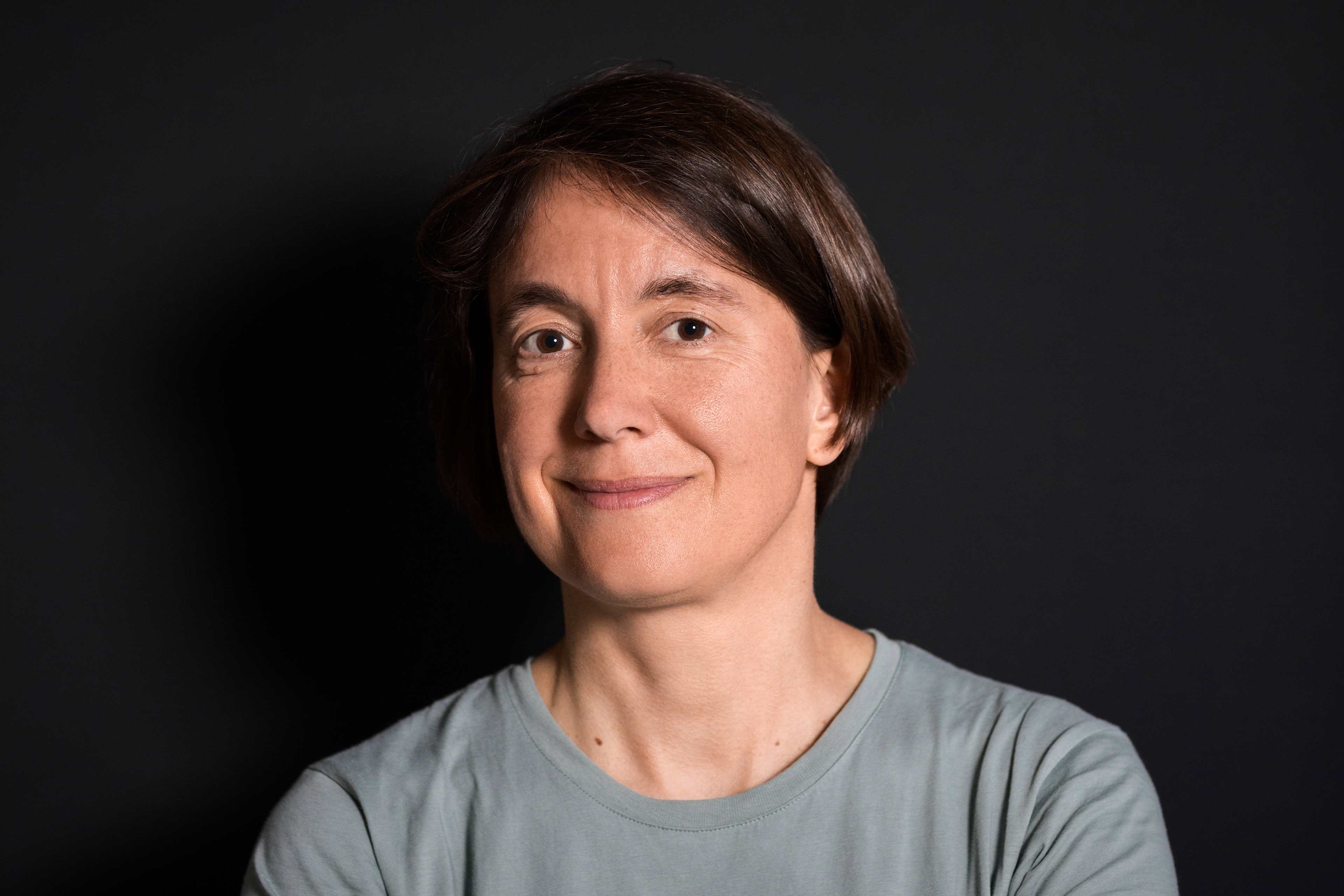
Kathrin Passig (* 1970)

- 1970: Kathrin Passig, deutsche Journalistin und Schriftstellerin
- 1971: Carol Owens, australisch-neuseeländische Squashspielerin
- 1971: Roman Pawollek, deutsch-österreichischer Komponist
- 1973: Sonsee Neu, deutsche Schauspielerin
- 1974: Alexander Mierzwa, deutscher Handballspieler
- 1975: Radost Bokel, deutsche Schauspielerin und Sängerin
- 1975: Angelina Jolie, US-amerikanische Schauspielerin

#### 1976–2000
- 1976: Kasey Chambers, australische Countrysängerin

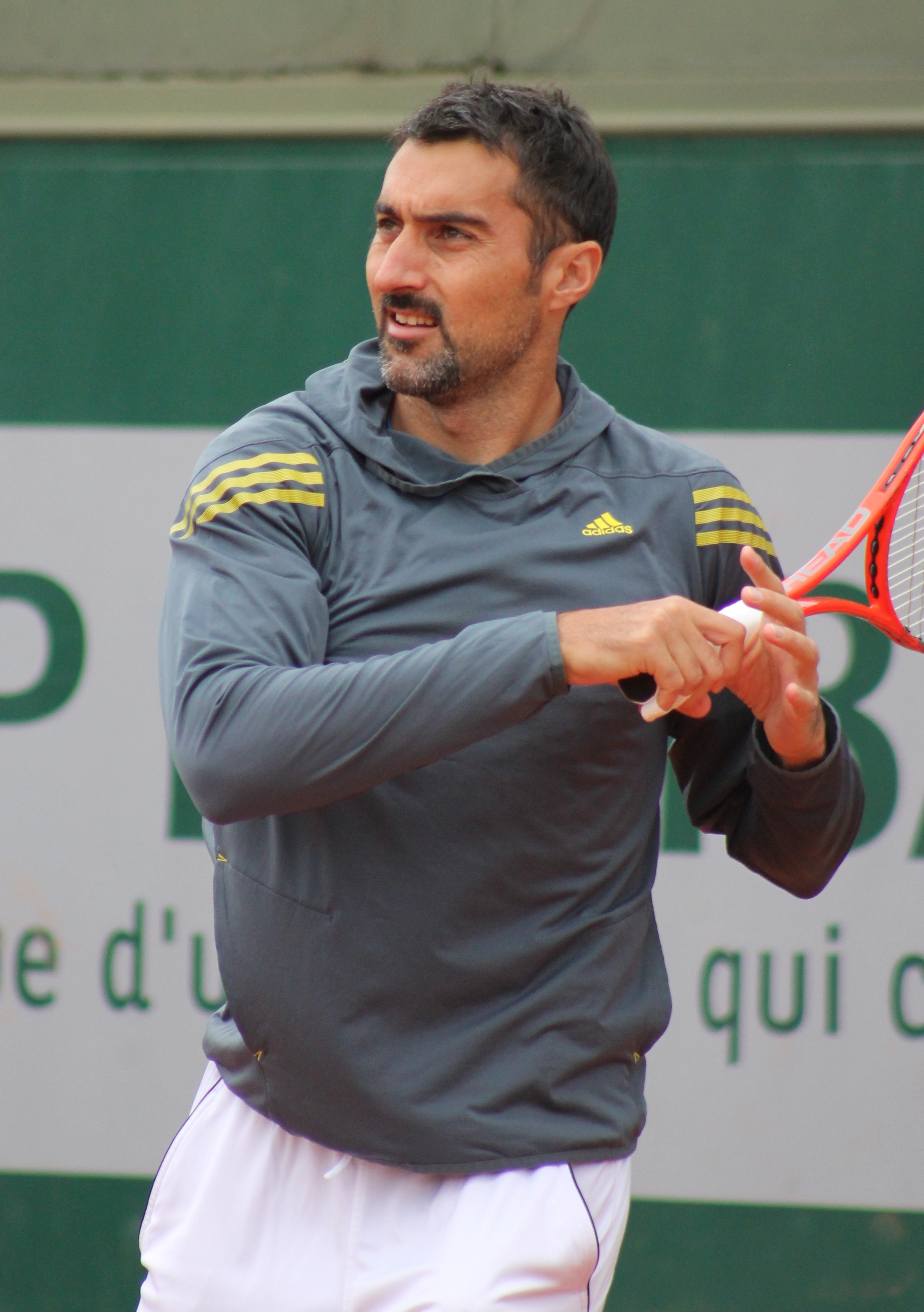
Nenad Zimonjić (* 1976)

- 1976: Nenad Zimonjić, serbischer Tennisspieler
- 1976: Alexei Nawalny, russischer Aktivist und Politiker
- 1976: Nadja Petri, deutsche Schauspielerin
- 1977: Esther Friedli, Schweizer Politikerin
- 1977: Quinten Hann, australischer Poolbillard- und Snookerspieler
- 1977: Candie Herbert, französische Fußballspielerin
- 1978: Suat Arslanboğa, türkischer Fußballschiedsrichter
- 1978: Hartmut Pötzelberger, österreichischer American-Football-Spieler
- 1979: Naohiro Takahara, japanischer Fußballspieler
- 1979: Trauffer, Schweizer Mundart-Popsänger
- 1980: Håvard Augensen, norwegischer Handballspieler
- 1980: Tom Steinbrecher, deutscher Musiker und Hörspielproduzent
- 1981: Tobias Karlsson, schwedischer Handballspieler
- 1981: Georgios Seitaridis, griechischer Fußballspieler

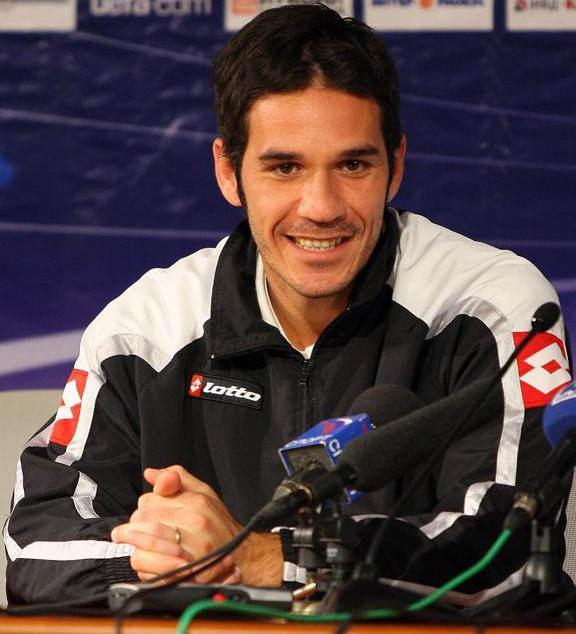
Gaetano D’Agostino (* 1982)

- 1982: Gaetano D’Agostino, italienischer Fußballspieler
- 1982: Jon Mirasty, kanadischer Eishockeyspieler
- 1983: Stephanie Atanasov, österreichische Sängerin
- 1983: Jessica Cumming, US-amerikanische Freestyle-Skierin
- 1983: Emmanuel Eboué, ivorischer Fußballspieler
- 1983: Guillermo García López, spanischer Tennisspieler
- 1983: Abdulaziz bin Turki Al Saud, saudi-arabischer Automobilrennfahrer
- 1983: Romaric, ivorischer Fußballspieler
- 1984: RAF Camora, österreichischer Rapper und Musikproduzent
- 1984: Marvin Nartey, deutscher Handballspieler
- 1985: Juhamatti Aaltonen, finnischer Eishockeyspieler
- 1985: Dominique Gisin, Schweizer Skirennläuferin

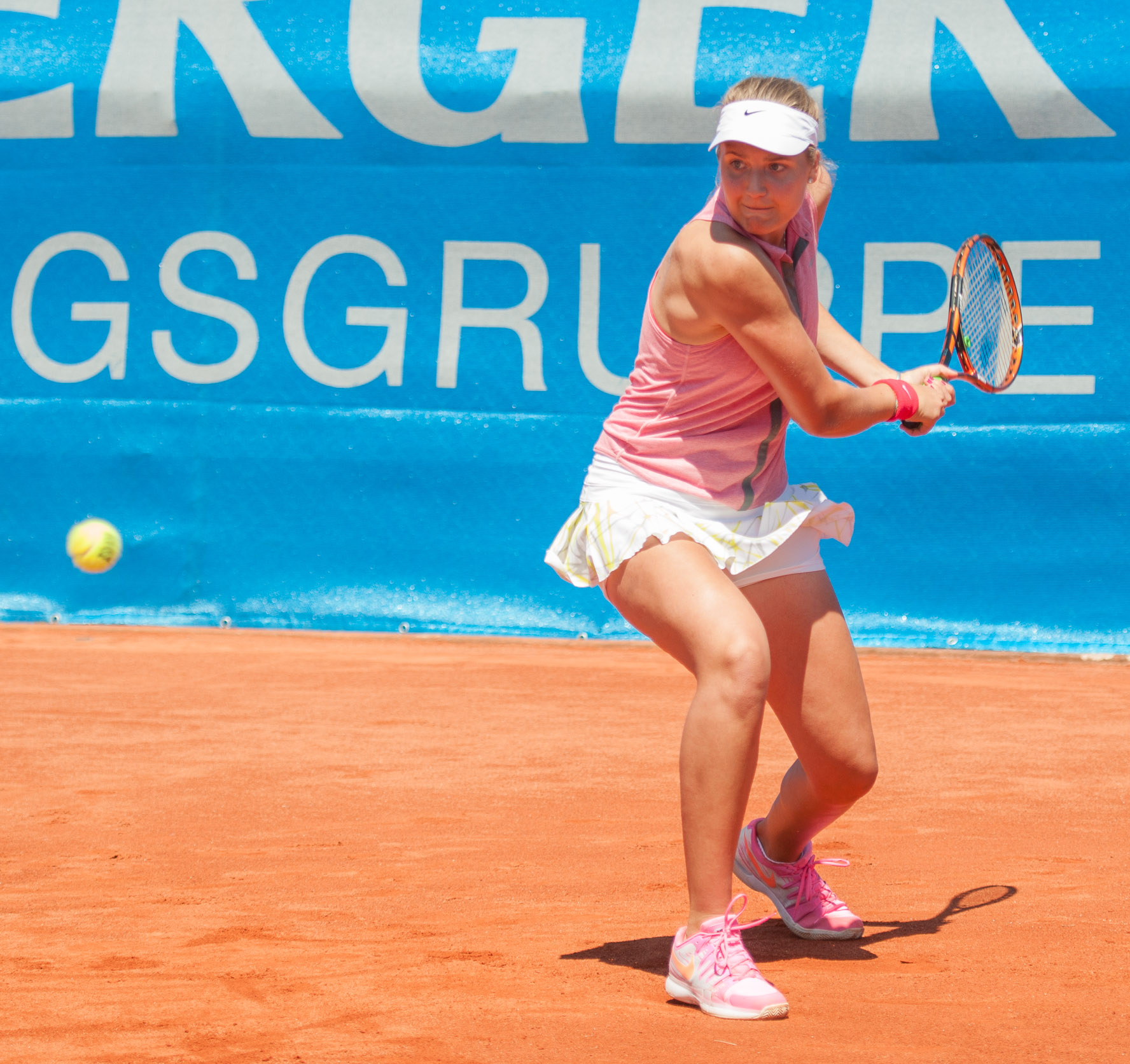
Anna-Lena Grönefeld (* 1985)

- 1985: Anna-Lena Grönefeld, deutsche Tennisspielerin
- 1985: Evan Lysacek, US-amerikanischer Eiskunstläufer

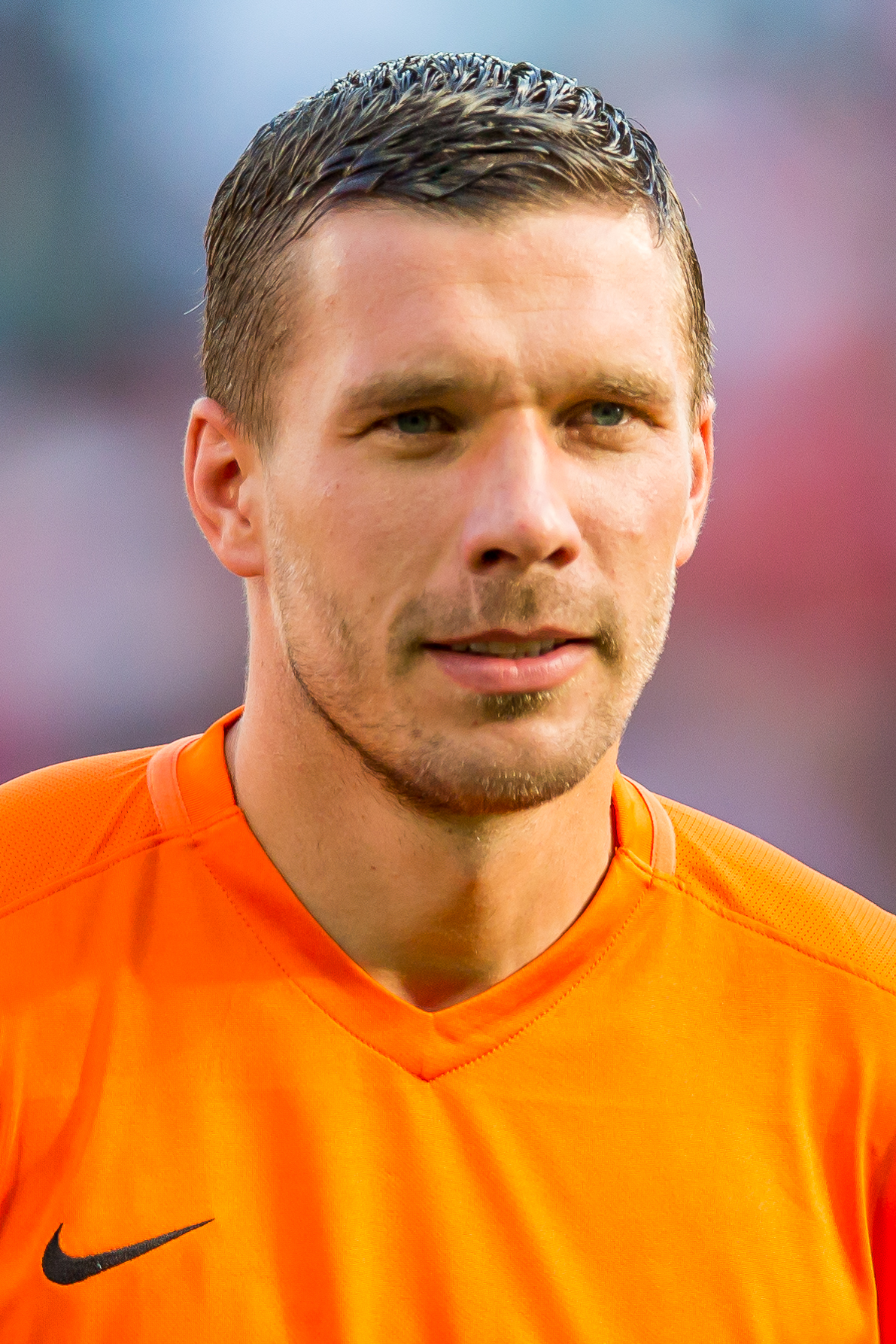
Lukas Podolski (* 1985)

- 1985: Lukas Podolski, deutscher Fußballspieler
- 1986: Tolgahan Acar, türkischer Fußballspieler
- 1986: Sebastian Asch, deutscher Rennfahrer
- 1986: Farid Bang, deutscher Rapper
- 1986: Oona Castilla Chaplin, spanische Schauspielerin
- 1986: Dominika Valachová, slowakische Volleyballspielerin
- 1987: Kevin Köhler, deutscher Musicaldarsteller
- 1989: Sabrina Anderlik, deutsche Schauspielerin
- 1989: Christian Schwerin, deutscher Handballspieler
- 1990: Greg Monroe, US-amerikanischer Basketballspieler

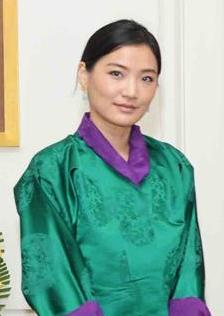
Jetsun Pema (* 1990)

- 1990: Jetsun Pema, Königin von Bhutan
- 1991: Jordan Hinson, US-amerikanische Schauspielerin
- 1991: Lorenzo Insigne, italienischer Fußballspieler
- 1992: Marvin Gille, deutscher Handballspieler
- 1992: Morgan Griffin, australische Fernseh- und Filmschauspielerin
- 1993: Juan Iturbe, argentinischer Fußballspieler
- 1994: Richard Aßmus, deutscher Bahnradsportler
- 1994: Aaron Koszuta, deutscher Schauspieler
- 1995: Duhan van der Merwe, südafrikanischer Rugbyspieler, der Schottland vertritt
- 1996: Jesper Verlaat, niederländischer Fußballspieler
- 1997: Skylar Thompson, US-amerikanischer American-Football-Spieler
- 1998: Wadim Pronski, kasachischer Radrennfahrer
- 1999: Domen Prevc, slowenischer Skispringer

### 21. Jahrhundert
- 2001: Frida Dokken, norwegische Biathletin
- 2001: Philip Noah Schwarz, deutscher Schauspieler
- 2002: Taliso Engel, deutscher Para-Schwimmer
- 2008: Hezly Rivera, US-amerikanische Turnerin

## Gestorben

### Vor dem 17. Jahrhundert
- 0756: Shōmu, japanischer Kaiser
- 0800: Liutgard, Königin der Franken, Gemahlin Karls des Großen
- 0863: Karl von Aquitanien, Erzbischof von Mainz
- 1039: Konrad II., Kaiser des Heiligen Römischen Reiches
- 1076: Sancho IV., König von Navarra
- 1094: Sancho I., König von Aragonien
- 1102: Władysław I. Herman, Herzog von Polen seit 1079
- 1134: Henrik Skadelår, dänischer Prinz
- 1134: Magnus, König von Schweden
- 1135: Song Huizong, chinesischer Kaiser, Maler und Kalligraph
- 1155: Baldwin de Redvers, 1. Earl of Devon, englischer Adeliger
- 1200: Heinrich I., Regent der Grafschaft Arnsberg
- 1201: Imad ad-Din al-Isfahani, muslimischer Chronist

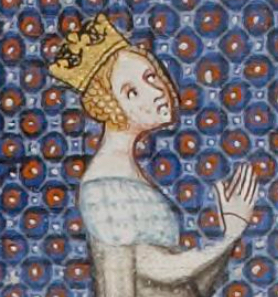
Adela von Champagne (* 1206)

- 1206: Adela von Champagne, Königin von Frankreich

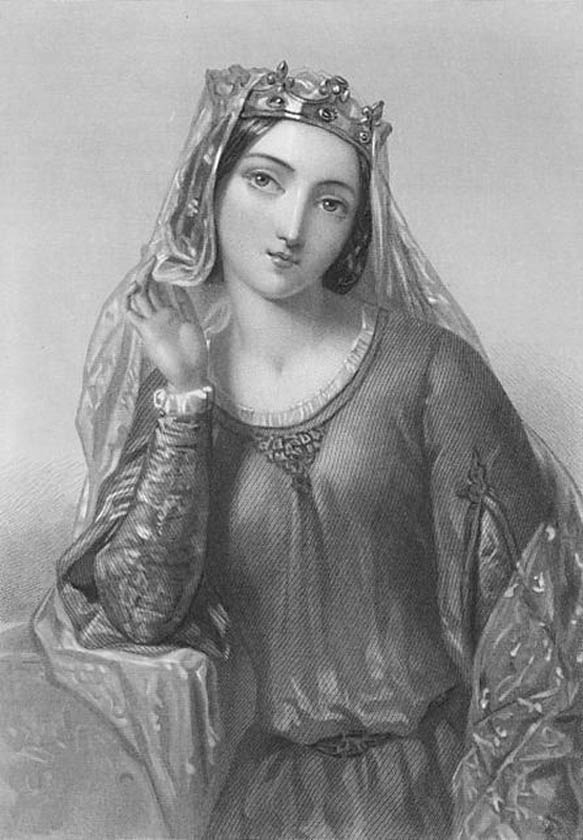
Isabella von Angoulême († 1246)

- 1246: Isabella von Angoulême, aus eigenem Recht Gräfin von Angoulême und Queen Consort von England
- 1248: Rapoto III., Graf von Kraiburg-Marquartstein und Pfalzgraf von Bayern
- 1257: Przemysł I., Herzog von Großpolen
- 1336: Guillaume Pierre Godin, Kardinal der Römischen Kirche
- 1394: Mary de Bohun, englische Adelige, Mutter von Heinrich V. von England
- 1439: Adolf von Essen, deutscher Mönch
- 1444: Alexander von Masowien, Fürstbischof von Trient und Kardinal der Römisch-Katholischen Kirche
- 1463: Flavio Biondo, italienischer Historiker
- 1472: Nezahualcóyotl, Herrscher im präkolumbischen Mesoamerika
- 1534: Veit Warbeck, Übersetzer des Romans Die schöne Magelone
- 1539: Maria von Braunschweig-Wolfenbüttel, Äbtissin des Kaiserlich freien weltlichen Reichsstifts von Gandersheim
- 1541: Georg von Tessing, Bischof von Seckau
- 1566: Matthaeus Collinus, tschechischer Lehrer und Schriftsteller
- 1575: Johann Eglof von Knöringen, Bischof von Augsburg
- 1577: Alvise Mocenigo I., 85. Doge von Venedig
- 1578: Charles de Berlaymont, niederländischer Militär und Politiker
- 1581: Jakob III. von Eltz, Kurfürst und Erzbischof von Trier
- 1585: Marcus Antonius Muretus, französischer Humanist

### 17. und 18. Jahrhundert
- 1615: Toyotomi Hideyori, japanischer Samurai und Feldherr

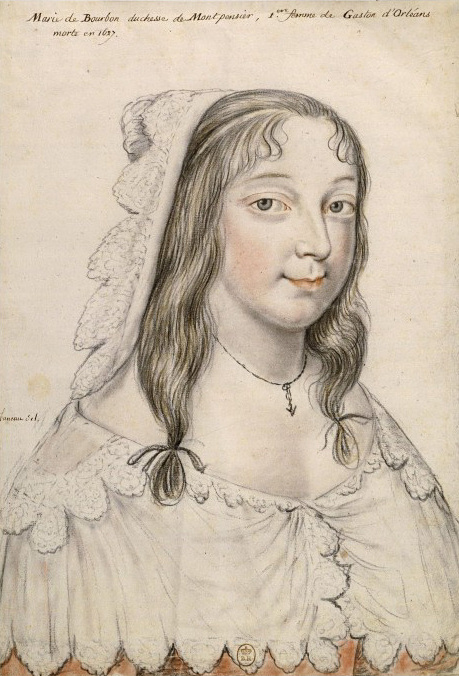
Marie de Bourbon († 1627)

- 1627: Marie de Bourbon, Herzogin von Montpensier aus eigenem Recht
- 1633: Paulus Götz, deutscher Historiker und Pädagoge
- 1650: Johann Caspar Unrath, deutscher Rechtswissenschaftler
- 1663: William Juxon, Erzbischof von Canterbury
- 1668: Ernestine von Ligne, Gräfin von Nassau-Siegen
- 1674: Jan Lievens, niederländischer Maler
- 1678: Catherine Charlotte de Gramont, Fürstin von Monaco
- 1680: August von Sachsen-Weißenfels, Herzog von Sachsen-Weißenfels
- 1701: Ernst Rüdiger von Starhemberg, österreichischer Adeliger, Stadtkommandant von Wien während der Zweiten Türkenbelagerung 1683
- 1680: Tokugawa Ietsuna, japanischer Shōgun
- 1703: Philis de La Charce, französische Kriegsheldin
- 1703: Luise Katharina von Rautter, preußische Gutsbesitzerin und Wasserbau-Unternehmerin
- 1705: Wilhelm Jakob Rinck von Baldenstein, Fürstbischof von Basel
- 1718: Georg Lybecker, schwedischer Feldherr
- 1723: Angelo Maria Fiorè, italienischer Komponist und Cellist
- 1723: Leopold Clemens Karl, Erbprinz von Lothringen
- 1729: William Cavendish, 2. Duke of Devonshire, britischer Peer und Politiker
- 1737: François Lemoyne, französischer Maler
- 1738: Naum Akimowitsch Senjawin, Vizeadmiral der Kaiserlich Russischen Marine
- 1745: Johann Wilhelm, Herzog von Sachsen-Coburg-Saalfeld
- 1750: Friedrich Ludwig, Fürst von Hohenzollern-Hechingen
- 1752: Kaspar von Fels, Schweizer Bürgermeister und Tagsatzungsgesandter
- 1752: Karl zu Mecklenburg, Prinz des Hauses Mecklenburg-Strelitz
- 1752: Daniel Marot, französischer Architekt und Kupferstecher
- 1763: Johann Friedrich Karl von Ostein, Erzbischof und Kurfürst von Mainz und Bischof von Worms
- 1769: Giambattista Lolli, italienischer Schachspieler
- 1772: Johann Michael Feuchtmayer der Jüngere, deutscher Stuckateur und Bildhauer
- 1784: David Tschanz, Schweizer Pietist
- 1788: Josias II., Graf von Waldeck-Bergheim
- 1789: Johann Friedrich Hähn, deutscher Geistlicher und Pädagoge
- 1792: Jakob Michael Reinhold Lenz, deutscher Schriftsteller
- 1792: John Burgoyne, britischer General und Schriftsteller
- 1793: Joachim Bernhard von Prittwitz, preußischer General der Kavallerie
- 1798: Giacomo Casanova, italienischer Schriftsteller und Abenteurer

### 19. Jahrhundert
- 1801: Frederick Muhlenberg, erster Sprecher des Repräsentantenhauses der Vereinigten Staaten
- 1804: Johann Friedrich Ackermann, deutscher Mediziner und Hochschullehrer
- 1809: Nicolai Abildgaard, dänischer Maler, Bildhauer und Architekt der Neoklassik
- 1810: William Windham, britischer Politiker
- 1825: John Adam, britischer interimistischer Generalgouverneur

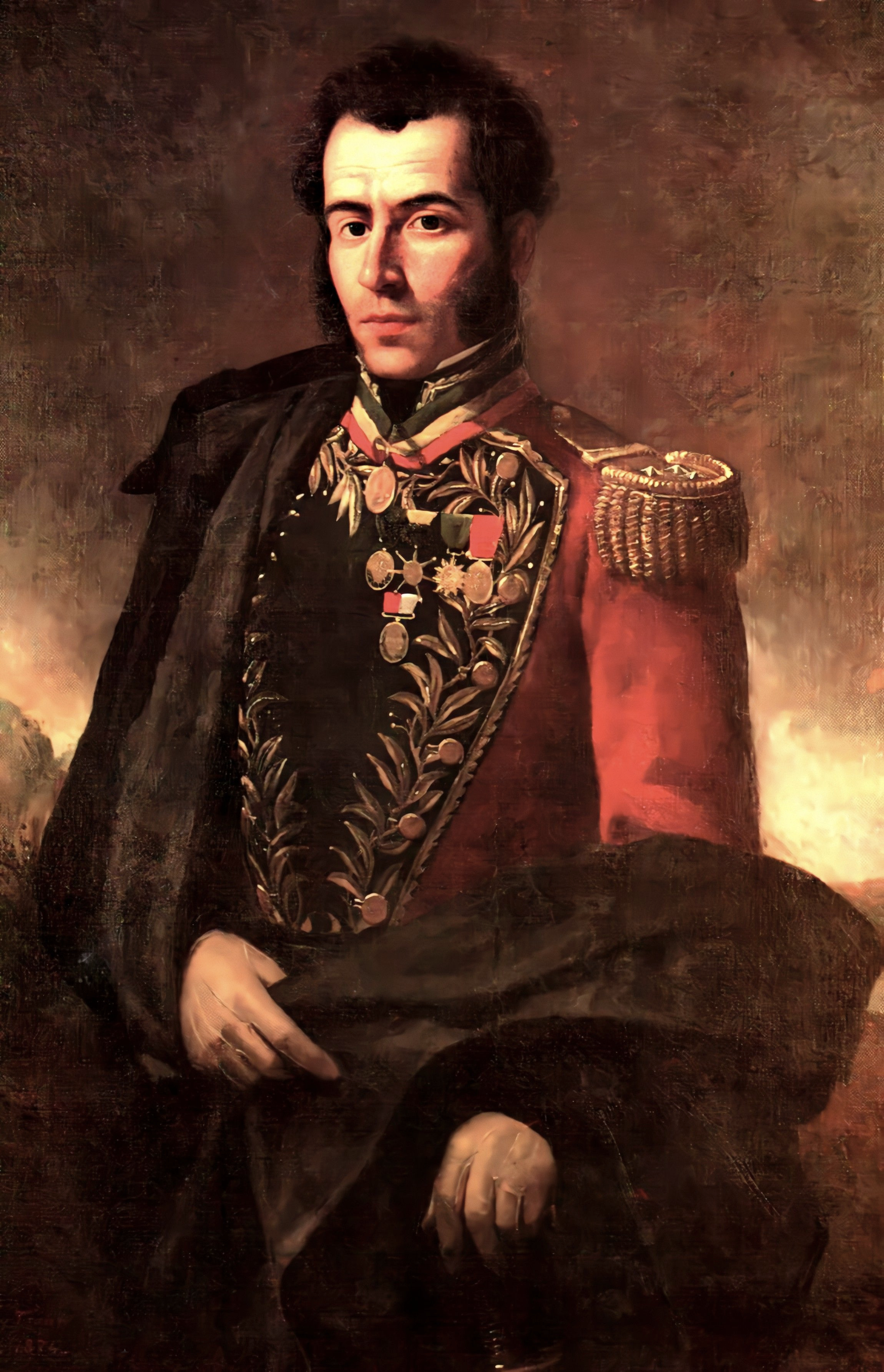
Antonio José de Sucre († 1830)

- 1830: Antonio José de Sucre, südamerikanischer Freiheitsheld
- 1832: Jean-Pierre Abel-Rémusat, französischer Sinologe und Bibliothekar
- 1846: Friedrich Bernhard Gottfried Nicolai, deutscher Astronom
- 1852: Jens Christian Berg, norwegischer Jurist und Historiker
- 1852: James Pradier, französischer Bildhauer
- 1858: James Pinckney Henderson, US-amerikanischer Jurist und Politiker, Senator und 1. Gouverneur von Texas
- 1871: Rudolph Oppenheim, deutscher Bankier
- 1872: Jean-Baptiste Philibert Vaillant, französischer General und Marschall von Frankreich
- 1872: Stanisław Moniuszko, polnischer Komponist
- 1874: Philipp Draexler von Carin, österreichischer Hofbeamter, Dichter und Kunstsammler
- 1874: Christian Friedrich Schubert, deutscher Lehrer und Politiker
- 1874: Franz Winiewski, deutscher Altphilologe
- 1875: Carl von Jacobi, deutscher General und Minister

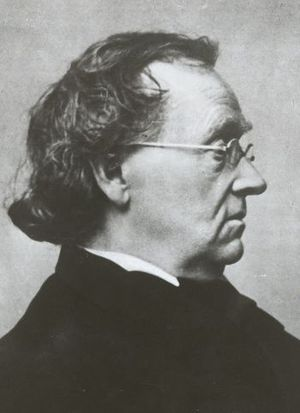
Eduard Mörike († 1875)

- 1875: Eduard Mörike, deutscher Lyriker, Erzähler, Übersetzer und Pfarrer
- 1876: Abdülaziz, 32. Sultan der Osmanen
- 1879: Karl Friedrich Wilhelm Wander, deutscher Pädagoge und Sprichwortsammler
- 1887: William A. Wheeler, 19. Vizepräsident der USA
- 1888: Turki ibn Said, Sultan von Maskat und Oman
- 1892: Dimitrie Brătianu, rumänischer Politiker und Ministerpräsident
- 1894: Wilhelm Roscher, deutscher Ökonom und Begründer der älteren Historischen Schule der Ökonomie
- 1895: Abu Bakar von Johor, Sultan von Johor
- 1899: Ida von Fleischl-Marxow, deutsch-österreichische Salonniere

### 20. Jahrhundert

#### 1901–1950
- 1903: Jean-Jules Clamageran, französischer Politiker

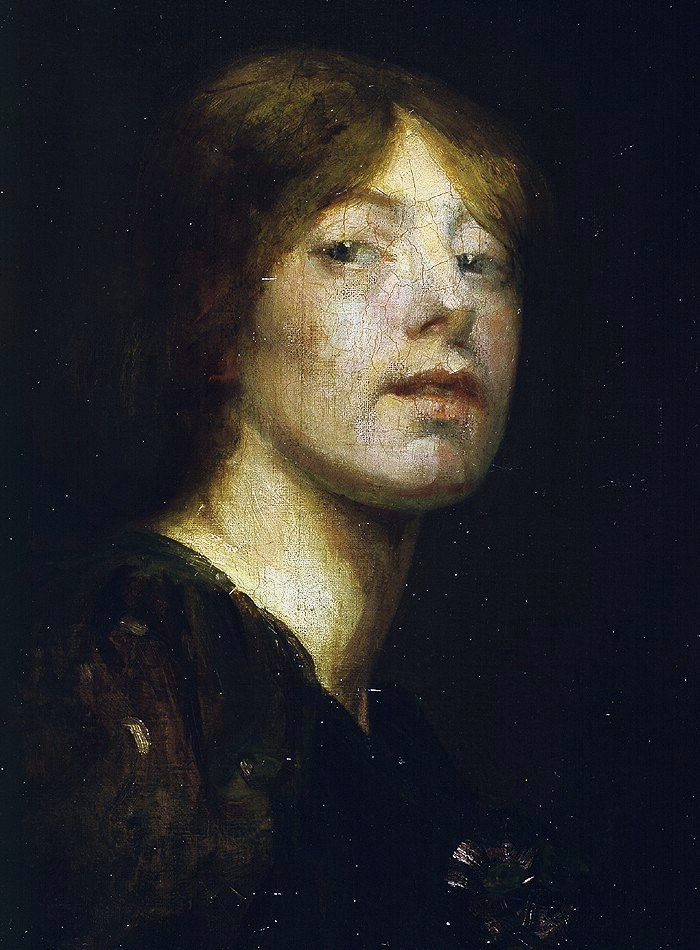
Elizabeth MacNicol († 1904)

- 1904: Elizabeth MacNicol, schottische Malerin
- 1905: Gaston d’Audiffret-Pasquier, französischer Politiker
- 1905: Orla Rosenhoff, dänischer Komponist und Musikpädagoge
- 1906: Arthur Pue Gorman, US-amerikanischer Politiker

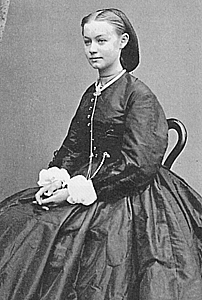
Agathe Backer Grøndahl († 1907)

- 1907: Agathe Backer Grøndahl, norwegische Komponistin und Pianistin
- 1913: Léon Deubel, französischer Lyriker
- 1917:  John Michiner Haines, US-amerikanischer Politiker
- 1921: Harry Walden, deutscher Schauspieler
- 1922: Hermann Diels, deutscher Altphilologe und Philosophiehistoriker
- 1923: Dmitri Nikolajewitsch Anutschin, russischer Geograph, Ethnologe und Anthropologe
- 1925: August Conrady, deutscher Sinologe
- 1925: Pierre Louÿs, französischer Schriftsteller
- 1925ː Margaret Murray Washington, US-amerikanische Pädagogin, Dozentin und Aktivistin
- 1932: Julie de Boor, deutsche Porträtmalerin
- 1933: Ahmet Haşim, türkischer Dichter
- 1935: Raban Adelmann von Adelmannsfelden, deutscher Ministerialbeamter und Diplomat
- 1936: Mathilde Verne, englische Pianistin und Musikpädagogin
- 1938: John Flanagan, US-amerikanischer Leichtathlet

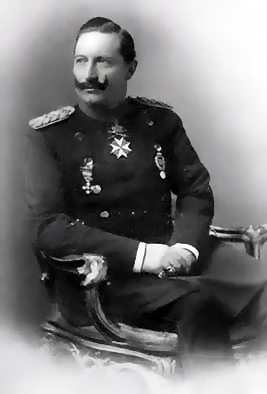
Wilhelm II. († 1941)

- 1941: Wilhelm II., letzter deutscher Kaiser und König von Preußen
- 1942: Mordechaj Gebirtig, jüdisch-polnischer Poet und Komponist
- 1942: Reinhard Heydrich, deutscher General der SS und der Polizei, Leiter des RSHA, beauftragt mit der „Endlösung der Judenfrage“, Kriegsverbrecher
- 1943: Hannah Karminski, deutsch-jüdische Erzieherin und Frauenrechtlerin, Holocaustopfer
- 1943: Kermit Roosevelt, US-amerikanischer Schriftsteller, Geschäftsmann und Offizier
- 1945: Georg Kaiser, deutscher Dramatiker der expressionistischen Generation
- 1945: Carl Krone, deutscher Zirkusdirektor
- 1945: Virginia Ragsdale, US-amerikanische Mathematikerin
- 1947: Zaven Der Yeghiayan, armenischer Erzbischof und armenische Patriarch von Konstantinopel
- 1948: Albrecht Graf zu Stolberg-Wernigerode, deutscher Politiker und Reichstagsabgeordneter
- 1949: Miel van Leijden, niederländischer Fußballspieler
- 1950: Ahmad Tajuddin, Sultan von Brunei

#### 1951–2000
- 1951: Anna von Borries, deutsche Mäzenin
- 1951: Sergei Kussewizki, russisch-US-amerikanischer Dirigent und Kontrabassist
- 1952: Ena Rottenberg, ungarisch-österreichische Kunstgewerblerin, Glasmalerin und Keramikerin
- 1955: Emmi Ruben, deutsche Kunstsammlerin
- 1956: Elisabeth Walter, deutsche Lehrerin und Schriftstellerin

Louise Schroeder († 1957)

- 1957: Louise Schroeder, deutsche Politikerin, MdB
- 1958: Eleanor Hallowell Abbott, US-amerikanische Dichterin, Romanschriftstellerin und Kinderbuchautorin
- 1959: Hijikata Yoshi, japanischer Theaterleiter
- 1960: Willy Anker, deutscher Politiker und Widerstandskämpfer
- 1960: Jan Morávek, tschechischer Historiker und Archivar
- 1961: William Astbury, englischer Physiker und Molekularbiologe
- 1963: Dorothy Short, US-amerikanische Schauspielerin
- 1965: Ernst Rodenwaldt, deutscher Mediziner
- 1966: Paul Barnickel, deutscher Rechtsanwalt
- 1967: J. R. Ackerley, englischer Schriftsteller

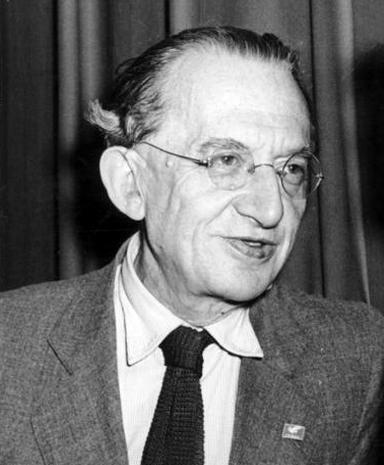
Georg Lukács († 1971)

- 1971: Georg Lukács, jüdisch-ungarischer Philosoph, Literaturwissenschaftler und -kritiker
- 1973: Ludwig Armbruster, deutscher Zoologe
- 1973: Maurice René Fréchet, französischer Mathematiker
- 1974: Ernst Nebhut, deutscher Schriftsteller, Librettist und Drehbuchautor
- 1975: Walentin Asmus, russischer Philosoph, Logiker und Logikhistoriker
- 1976: Bruno Beye, deutscher Maler und Graphiker
- 1976: Horst Nitschmann, deutscher Brigadegeneral, Unterabteilungsleiter im Bundesnachrichtendienst
- 1977: Margit Kovács, ungarische Keramikkünstlerin
- 1979: Robert Doutrebente, französischer Automobilrennfahrer
- 1981: Fritz Steuben, deutscher Schriftsteller
- 1981: Billy Starr, US-amerikanischer Country-Musiker
- 1984: Hans Kies, deutscher Bildhauer und Politiker
- 1986: Albert LaMadeleine, kanadischer Fiddlespieler
- 1988: Marcelle Bard, Schweizer evangelische Geistliche und Frauenrechtlerin
- 1989: Franca Helg, italienische Architektin und Designerin
- 1989: Ingeborg Kleinert, deutsche Politikerin, MdB
- 1991: Rudolf Vogel, deutscher Politiker
- 1994: Roberto Burle Marx, brasilianischer Landschaftsarchitekt, Pflanzensammler und Maler
- 1994: Zeke Clements, US-amerikanischer Country-Musiker
- 1994: Bill Hoffman, US-amerikanischer American-Football-Spieler
- 1994: Jens Rohwer, deutscher Komponist, Musikpädagoge, Musikwissenschaftler und Autor
- 1996: María Luisa Anido, argentinische Gitarristin, Komponistin und Musikpädagogin
- 1997: Erwin Amend, deutscher Komponist und Konzertmeister
- 1997: Ronnie Lane, britischer Rockmusiker
- 1997: Johnny Hammond Smith, US-amerikanischer Jazzmusiker
- 1998: Philippe Charbonneaux, französischer Automobildesigner
- 1998: Miguel Montuori, italienisch-argentinischer Fußballspieler

### 21. Jahrhundert
- 2001: Dipendra, König von Nepal

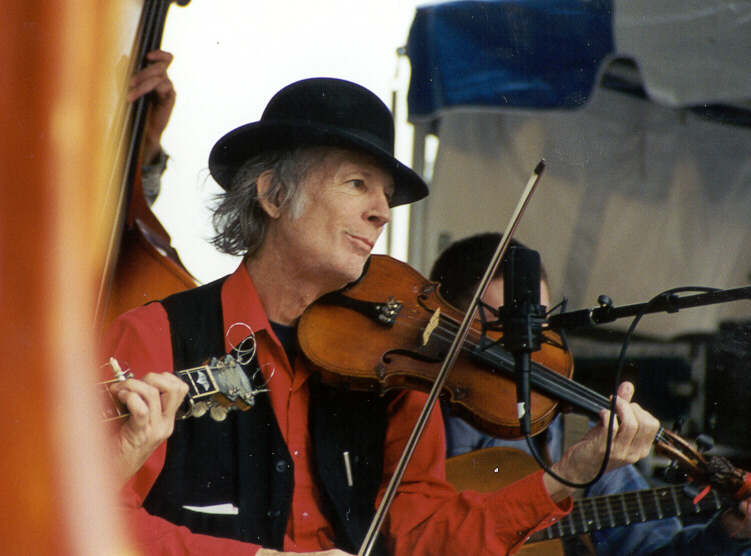
John Hartford († 2001)

- 2001: John Hartford, US-amerikanischer Country-Sänger
- 2001: Felicitas Kukuck, deutsche Komponistin
- 2002: Cliff Gleaves, US-amerikanischer Rockabilly-Musiker und DJ
- 2003: Maria Singer, österreichische Volksschauspielerin
- 2004: Steve Lacy, US-amerikanischer Jazzsaxophonist
- 2004: Nino Manfredi, italienischer Schauspieler
- 2004: Rolf Moebius, deutscher Schauspieler
- 2005: Chloe Jones, US-amerikanische Pornodarstellerin
- 2005: Jürgen Seifert, deutscher Politikwissenschaftler und Bürgerrechtler

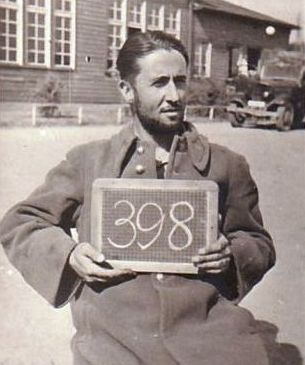
Alain Le Ray († 2007)

- 2007: Alain Le Ray, französischer General und Widerstandskämpfer
- 2008: Reinhard Peters, deutscher Dirigent und Musiker
- 2009: Günter Spendel, deutscher Rechtswissenschaftler
- 2010: Pétur Sigurgeirsson, isländischer Bischof
- 2011: Dimi Mint Abba, mauretanische Musikerin
- 2011: Curth Flatow, deutscher Bühnenautor
- 2012: Nikolaus Aidelsburger, deutscher Politiker
- 2012: Eduard Anatoljewitsch Chil, russischer Sänger
- 2013: Günter Erbach, deutscher Sportfunktionär
- 2013: Dorin Giurgiuca, rumänischer Tischtennisspieler
- 2014: Joseph Befe Ateba, kamerunischer Bischof

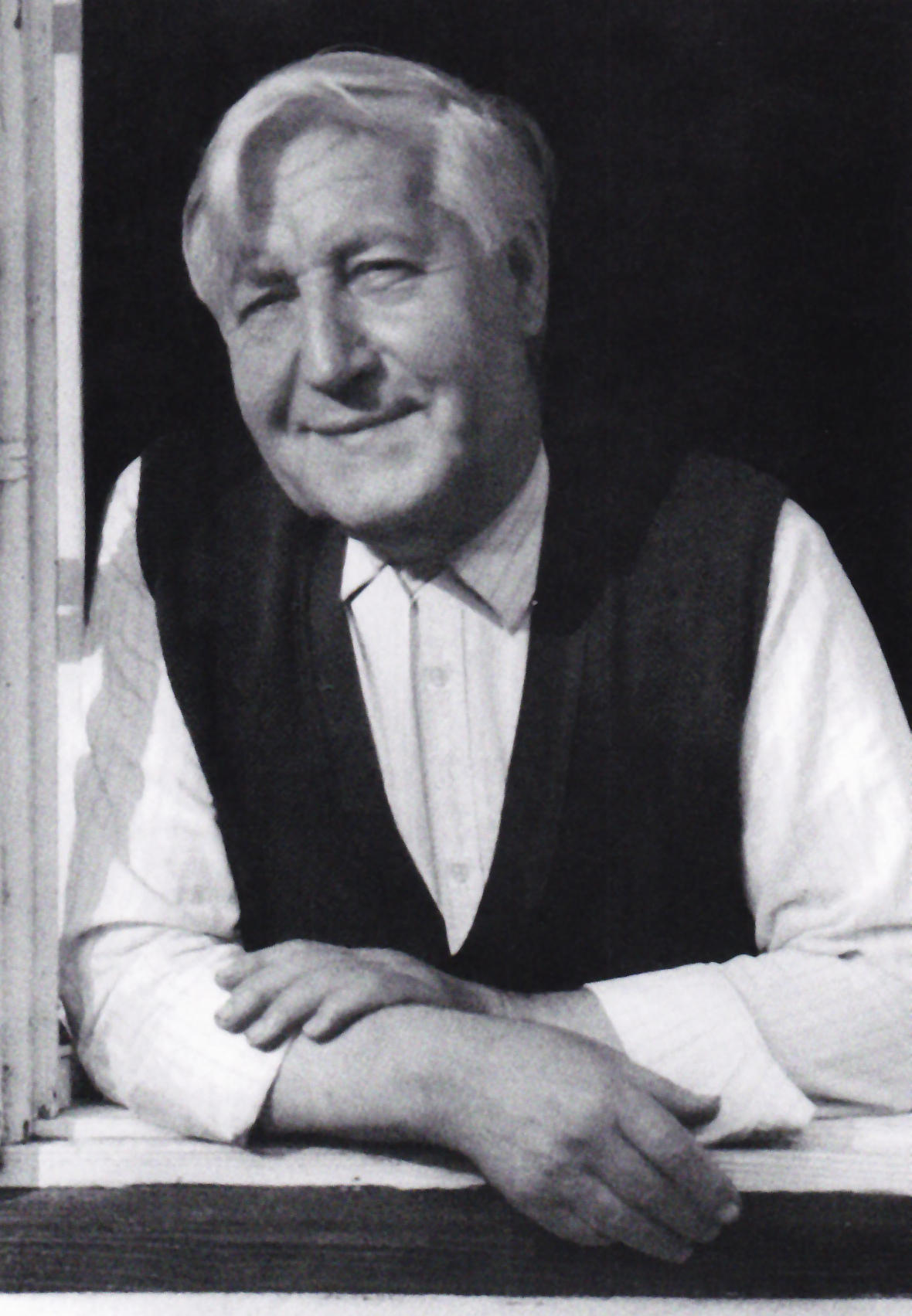
Franz Weiss († 2014)

- 2014: Franz Weiss, österreichischer Maler und Bildhauer
- 2015: Ernst Waldemar Bauer, deutscher Rundfunkpublizist und Biologe
- 2015: Edith Hancke, deutsche Schauspielerin
- 2015: Arno Klönne, deutscher Soziologe, Politologe und Autor
- 2015: Hermann Zapf, deutscher Typograf und Kalligraf
- 2016: Elfriede Eilers, deutsche Politikerin
- 2016: Antti Hyry, finnischer Schriftsteller
- 2016: Carmen Pereira, guinea-bissauische Politikerin
- 2017: Juan Goytisolo, spanischer Schriftsteller
- 2018: Dwight Clark, US-amerikanischer American-Football-Spieler
- 2018: Georgann Johnson, US-amerikanische Schauspielerin
- 2019: Lennart Johansson, schwedischer Fußballfunktionär
- 2019: Juri Moissejewitsch Kagan, sowjetischer bzw. russischer Physiker
- 2020: Steve Priest, britischer Rockmusiker (The Sweet)
- 2021: Richard R. Ernst, Schweizer Chemiker und Nobelpreisträger
- 2021: Wadim Kapranow, sowjetischer Basketballspieler und -trainer

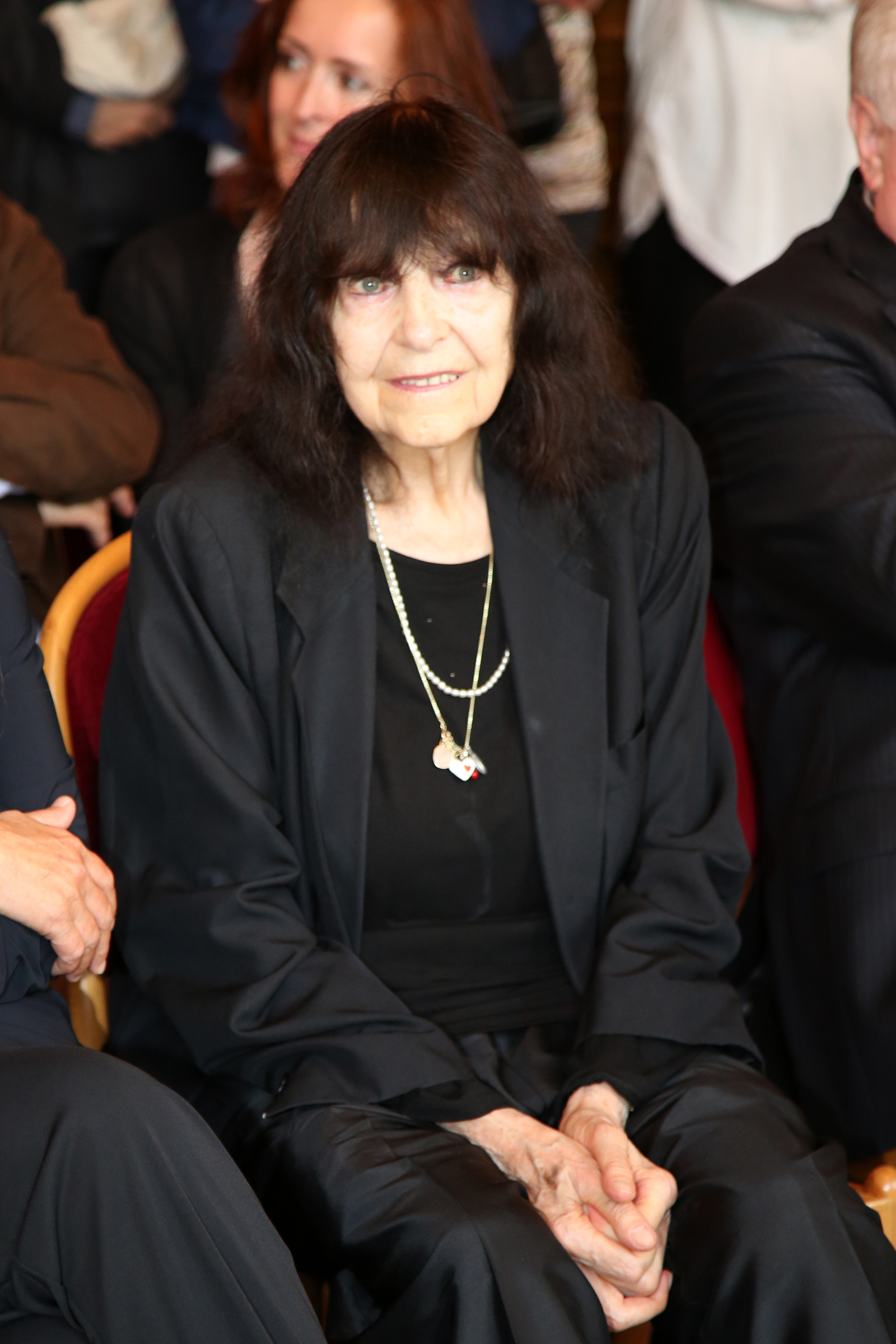
Friederike Mayröcker († 2021)

- 2021: Friederike Mayröcker, österreichische Lyrikerin
- 2021: Wolfgang Strödter, deutscher Hockeyspieler
- 2022: Isaac Berger, US-amerikanischer Gewichtheber
- 2022: Peter Fischer, deutscher Philatelist, Autor, Juror und Fachjournalist
- 2022: Frank Hoffmann, deutsch-österreichischer Schauspieler
- 2025ː Nicole Croisille, französische Sängerin und Schauspielerin

## Feier- und Gedenktage
- Kirchliche Gedenktage
  - Hl. Morandus, deutscher Priester, Mönch und Glaubensbote im Sundgau (evangelisch, der römisch-katholische Gedenktag ist am 3. Juni)
- Namenstage
  - Eva, Franz, Quirin, Werner
- Staatliche Feier- und Gedenktage
  - Tonga: Unabhängigkeit von Großbritannien (1970)
- Weitere Informationen zum Tag
  - Aktionstag Nachhaltigkeit, initiiert vom Rat für Nachhaltige Entwicklung anlässlich der internationalen Umweltkonferenz Rio+20

Weitere Einträge enthält die Liste von Gedenk- und Aktionstagen.